# Historia de Guinea Ecuatorial

Ubicación de Guinea Ecuatorial en el continente africano.

La historia de Guinea Ecuatorial se asienta sobre las raíces de reinos tribales medievales de escasa organización, surgidos por la influencia de estructuras protoestatales más avanzadas que se desarrollaron paralelamente en la zona: el Imperio oyo, el Reino de Dahomey, el Reino de Benín, el Reino de Loango, el Reino del Congo, el reino benga de la isla Mandj (luego llamada Corisco), la organización de los clanes bubi de la isla de Bioko y las villas-estado de los clanes bubi de la isla de Bioko y las villas-estado de los clanes fang de la parte continental.
Existe la posibilidad de que la zona del golfo de Guinea fuera visitada por Hannón el Navegante, un general cartaginés que realizó un viaje bordeando las costas de África hacia finales del siglo VI a. C. o comienzos del siglo V a. C.

## Período precolonial

### Etnias de Río Muni

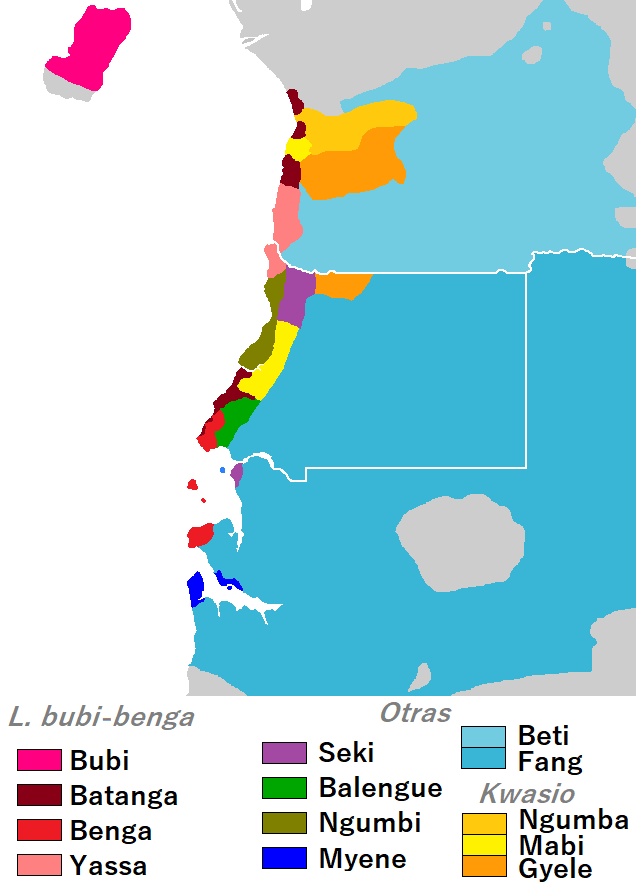
Lenguas africanas de Guinea Ecuatorial y su entorno.

La parte continental del territorio de Guinea Ecuatorial, conocida como Río Muni (Mbini), y actualmente dividida en 4 provincias (Litoral, Centro Sur, Kié-Ntem y Wele-Nzas) fue poblada desde tiempos mucho más antiguos que las islas. Todos los pueblos históricos conocidos de estos territorios son pueblos bantúes aunque pertenecen a ramas de la familia lingüística bantú, lo cual sugiere una historia compleja de poblaciones, repoblaciones y desplazamientos entre pueblos. La principal etnia es la de los fang que ocupan la región más interior y cuya lengua, el idioma fang, es una variedad dialectal del beti y es actualmente el grupo étnico mayoritario en Guinea Ecuatorial. Otros grupos étnicos localizados básicamente sobre la costa son:
- los molengues (grupo kele)
- Pueblos que hablan lenguas sawabantúes, cuyo origen parece ser la costa de Camerún. Entre estos grupos se encuentran:
  - los ndowés que hablan kombe o ngumbi.
  - los batangas, cuya lengua el noho.
  - los bengas cuya lengua el benga.
- los ngumba, los kwasio, los gyele y los mabi, todos ellos hablan kwasio (grupo makaa-njem) que parecen proceder del sureste de Camerún.

### Edad del Hierro en la isla de Corisco
Durante la Edad del Hierro (50 a. C. - 1400 d. C.) la isla de Corisco fue colonizada densamente. La prueba más importante de la ocupación humana proviene de la zona de Nandá, cerca de la costa oriental de la isla, donde se han excavado decenas de enterramientos prehistóricos. Estos hallazgos pertenecen principalmente a dos períodos diferentes: Edad del Hierro (50 a. C. - 450 d. C.) y Edad del Hierro Media (1000-1150 d. C.). Durante el primer período, los habitantes isleños depositaron, por ejemplo, montones de huesos humanos y objetos de hierro (hachas, brazaletes, lanzas, cucharas, moneda de hierro) en pozos poco profundos excavados en la arena. Se han documentado tumbas de enterramientos rituales del segundo período. En 2011 una serie de excavaciones en una zona de enterramientos de inicios de la Edad del Hierro en Corisco descubrieron la que es la mayor necrópolis prehistórica del África centro-occidental. Fueron descubiertos en las tumbas: ajuares cerámicos y metálicos, abundantes hachas, collares, brazaletes y lingotes-monedas.
La isla fue aparentemente abandonada hacia el siglo XIV. Después de más de tres siglos de abandono, durante el cual visitaron la isla esporádicamente marineros europeos y africanos, Corisco fue ocupada de nuevo permanentemente por clanes del pueblo benga, que se extendía hasta allí desde la zona costera del río Muni en la segunda mitad del siglo XVIII, atraídos por las perspectivas de comercio con los navegantes europeos.

### Poblamiento humano de la isla de Bioko
Con respecto al poblamiento humano de la principal isla de la actual Guinea Ecuatorial, Bioko, se produjo entre los V y VI d. C. aproximadamente, por pequeñas expediciones desde diferentes puntos de la costa del Golfo, y configurando con el tiempo un grupo sociocultural diferenciado de sus orígenes bantú, los clanes bubi. Dentro de la mitología popular ha pervivido el nombre de Momiatú como el legendario líder de los primeros establecimientos. La estructura de clanes que se irá configurando con el paso del tiempo mantendrá unas regulares pero débiles comunicaciones con el continente. La isla recibió el nombre de Etulá por parte de los antiguos colonos bubis.

## Dominio portugués (1471 - 1777)
Fueron navegantes portugueses los primeros europeos que con certeza exploraron el golfo de Guinea en 1471. Ese año, el portugués Fernão do Pó (que buscaba una ruta hacia la India) situó la isla de Bioko en los mapas europeos. La bautizó "Formosa" (hermosa). Sin embargo, pronto fue conocida por el nombre de su descubridor.
Hacia 1493, don Juan II de Portugal añadió a la serie de sus títulos reales el de Señor de Guinea y primer Señor de Corisco. Los portugueses iniciaron la colonización las islas de Bioko, Annobón y Corisco en 1494, las cuales se convirtieron en "factorías" o puestos para el tráfico de esclavos.
A principios del siglo XVI (1507), el portugués Ramos de Esquível realizó un primer intento de colonización en la isla de Bioko. Estableció una factoría en Riaba y desarrolló las plantaciones de caña de azúcar, pero la hostilidad del pueblo insular bubi y las enfermedades pusieron fin rápidamente a esta experiencia. El clima lluvioso de la isla, la humedad extrema y los cambios de temperatura acabaron con la vida de la mayoría de los colonos europeos a las pocas semanas, y pasarían siglos hasta el próximo intento de establecer una colonia.
Con la llegada del explorador portugués Fernando Poo la vida de los nativos bubis cambió drásticamente. Algunas fuentes afirman que hasta un 80 % de los bubis murieron por las enfermedades traídas por lo europeos. Otras fuentes sugieren que la tasa de mortalidad tan alta es el resultado de un genocidio. Durante varios siglos los europeos trataron de penetrar en la isla de Bioko. Sin embargo, se encontraron con una gran resistencia y un supuesto salvajismo por parte de los bubis. Un comerciante de la colonia brandemburguesa de Costa de Oro escribió "La isla de Fernando Pó está habitada por un pueblo salvaje y cruel", y que los europeos no se atrevían a desembarcar en sus playas por temor a ataques sorpresa de los nativos armados con arcos; los ataques a exploradores y colonos eran un fenómeno común en esta época. De hecho, los bubis tenían una jerarquía social que dependía en gran medida de cuántos rivales había matado un hombre sigilosamente o mediante subterfugios. Debido a esto los bubis no fueron conquistados por el imperialismo europeo hasta comienzos del siglo XX. Liderados por sus reyes, los bubis eran conscientes del comercio de esclavos en la región y, durante siglos, se mantuvieron fuera del alcance de los extranjeros. Este aislamiento deliberado se reduciría cuando los líderes de la isla comenzaran a comerciar con los europeos, de modo que estos consiguieron infiltrarse en las estructuras sociopolíticas de la isla. 

### Colonización de la isla de Annobón (1592)
La expedición oceánica portuguesa de João de Santarém y Pêro Escobar redescubrió el 1 de enero de 1475 la isla de Annobón, buscando puertos seguros de escala para el tráfico de esclavos y el camino hacia Las Indias bordeando el sur de África. Ano Bom, a la que llamaron "Ilha do Annobom" (o "Isla del Año Bueno"), había sido descubierta ya en el reinado de Juan II, hipotéticamente en 1484 por Diogo Cão. El 21 de diciembre de 1474, João de Santarém descubrió la isla de Santo Tomé y Pêro Escobar descubrió el 17 de enero de 1475 la isla de Príncipe.
En 1525 la expedición española de García Jofré de Loaísa realiza una parada en la isla de Annobón, que nombraron como "San Mateo". En 1592 los portugueses enviaron un gobernador subalterno del gobernador de la isla de Santo Tomé a Annobón, junto con un maestro de escuela y algunos africanos a los que denominaban semicivilizados. En 1656, Diego Delgado, vecino de Santo Tomé de origen español, intentó sin éxito establecer plantaciones de caña de azúcar en la isla de Annobón.
En la actualidad el criollo annobonense (fa d'Ambu), que es un criollo de base portuguesa, es hablado todavía por unas cinco mil personas en la isla de Annobón.

### Presencia neerlandesa (1641-1648) y retorno de los portugueses (1648-1777)

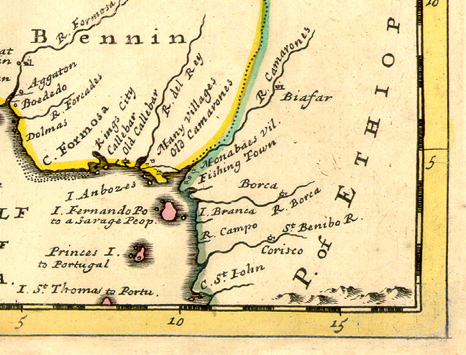
Mapa de 1729 mostrando el área geográfica del golfo de Guinea donde se desarrollan las culturas bubi, fang y benga, entre otras.

En 1641 la Compañía Neerlandesa de las Indias Orientales se estableció sin el consentimiento portugués en la isla de Bioko, centralizando desde allí temporalmente el comercio de esclavos del golfo de Guinea. Entre 1642 y 1648, mientras Portugal luchaba contra España para mantener su independencia, los holandeses tomaron posesión de las islas del Golfo de Guinea. Los portugueses volvieron a hacer acto de presencia en la isla en 1648, sustituyendo la Compañía neerlandesa por una propia, la Compañía de Corisco, dedicada al mismo tipo de comercio. Para tal fin construyeron una de las primeras edificaciones europeas en la isla, el fuerte de Punta Joko.
Portugal vendió mano de obra esclava desde Corisco con contratos especiales a Francia (a quien contrató hasta cuarenta y nueve mil guineanos esclavos), a España y a Inglaterra entre 1713 y 1753, siendo los principales colaboradores en este comercio los bengas, pueblo dedicado a las razzias o apresamientos humanos, y que tenían buenas relaciones con las autoridades coloniales europeas (quienes, a su vez no intervenían en la política interna del país, lo que sin duda ayudaba), y que también poseían un sistema económico esclavista propio, siendo generalmente sus servidores particulares los pamues y los nvikos.
A lo largo de este mismo siglo XVII se configura lentamente un embrionario reino conformado por los clanes bubis, sobre todo tras la actuación en ese sentido de algunos jefes locales como Molambo (aprox. 1700-aprox. 1760) durante un periodo de fuerte esclavitud en la zona a manos de los portugueses, situación que obligó a los clanes bubis a abandonar sus establecimientos costeros e instalarse en el interior de la isla.

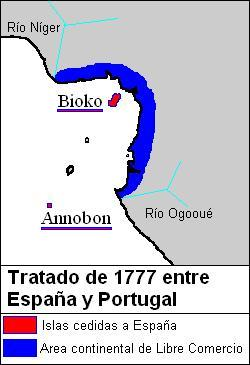
Mapa mostrando el reparto acordado entre Portugal y España de 1777 y concretado en 1778.

## Dominio español (1778-1968)

Evolución de las posesiones y reclamaciones españolas en el Golfo de Guinea (1778-1968).

### Comienzo de la presencia española (1778-1827)
El territorio continental y las islas que actualmente conforman Guinea Ecuatorial permanecieron en manos portuguesas hasta marzo de 1777, tras el tratado de San Ildefonso (1777) y El Pardo (1778) entre la reina María I de Portugal y el rey Carlos III de España, por los que se cedían a España las islas de Ano Bon y Fernando Pó (renombradas Annobón y Fernando Poo respectivamente por los españoles), junto con derechos de trata esclavista y libre comercio en un sector de la costa del golfo de Guinea, entre los ríos Níger y Ogooué, junto con la disputada Colonia del Sacramento, en Uruguay, a cambio de la zona de la isla de Santa Catarina, junto a la zona de la Laguna de los Patos, y el reconocimiento de la Amazonia como territorio portugués, que pasaban a formar parte de la colonia portuguesa de Brasil. Con esto España pretendía ganar acceso a la fuente de esclavos desde la que los británicos habían estado suministrando a los dominios españoles en América.
A partir de ese momento, el territorio español de la Guinea fue parte del Virreinato del Río de la Plata (fundado en 1776), hasta el desmembramiento definitivo de este con la Revolución de Mayo (1810) ya que la última preocupación de la Primera Junta de Gobierno en Buenos Aires era asumir la responsabilidad política por el territorio de la Guinea Ecuatorial, dado el cúmulo de problemas con que se enfrentaba y la falta de una relación concreta entre Buenos Aires y aquella región.
El 17 de abril de 1778 partió desde Montevideo una expedición formada por las fragatas Santa Catalina y Soledad y el bergantín Santiago para tomar posesión de Fernando Poo y el resto de los territorios en nombre de España, dirigida por el brigadier español Felipe de Santos Toro, VII conde de Argelejo, con el cargo de recibir y tomar posesión de la Guinea Ecuatorial de manos portuguesas en nombre de la Corona española y establecer el gobierno de las mismas, sujeto a la autoridad del Virreinato del Río de la Plata. En la bahía de Boloko (Bioko), el conde de Argelejo desembarcó el 24 de octubre de 1778, tomando posesión del lugar en nombre de Carlos III, construyéndose así la pequeña población de San Carlos (actual San Carlos de Luba). A partir de ese momento, la isla formó parte administrativamente de la Gobernación de Fernando Poo y Annobón, integrada, junto a resto de territorios españoles de la Guinea, en el Virreinato del Río de la Plata; de octubre de 1778 a noviembre de 1780 se establecerá un gobernador español.
El conde de Argelejo murió el 14 de noviembre de 1778 en Annobón, quedando al mando Joaquín Primo de Rivera hasta que el 31 de octubre de 1780 una sublevación de sus tropas (de las cuales el 80 % de los hombres habían muerto por las enfermedades) lo puso prisionero, abandonando los amotinados el establecimiento de Concepción, primer y provisional centro administrativo y trasladándose a la isla de Santo Tomé, perteneciente a Portugal.
A partir de este acontecimiento las dos islas permanecieron abandonadas por España, que tuvo dudas sobre la utilidad de estas y decidió no invertir en ellas, siendo en su lugar visitadas y ocupadas por británicos. Sin embargo, aunque España decidió por ahora no colonizar Fernando Poo y Annobón, sí que las siguió usando como centro desde el que dirigir el tráfico de esclavos en las cercanas costas continentales con apoyo de comerciantes británicos.
En Bioko y durante este período sobresale difusamente la figura de un jefe local, Lorite (circa 1760 - 1810), a quien sucederá Lopoa (circa 1810 - 1842). El periodo de hegemonía de este último sobre los diferentes clanes de la isla incluiría (o coincidiría parcialmente en el tiempo con) la intervención británica. A comienzos del siglo XIX Bioko era un punto vital para la transferencia de esclavos desde África a las Américas. Sin embargo, el flujo de humanos en la isla era constantemente intervenido por grupos indígenas que se organizaban para robar y liberar al mayor número posible de esclavos. La isla sería cerrada a la trata de personas por el gobierno británico durante la primera mitad de ese mismo siglo, ocupándola militarmente durante una década y media.

### Presencia británica (1827-1843)

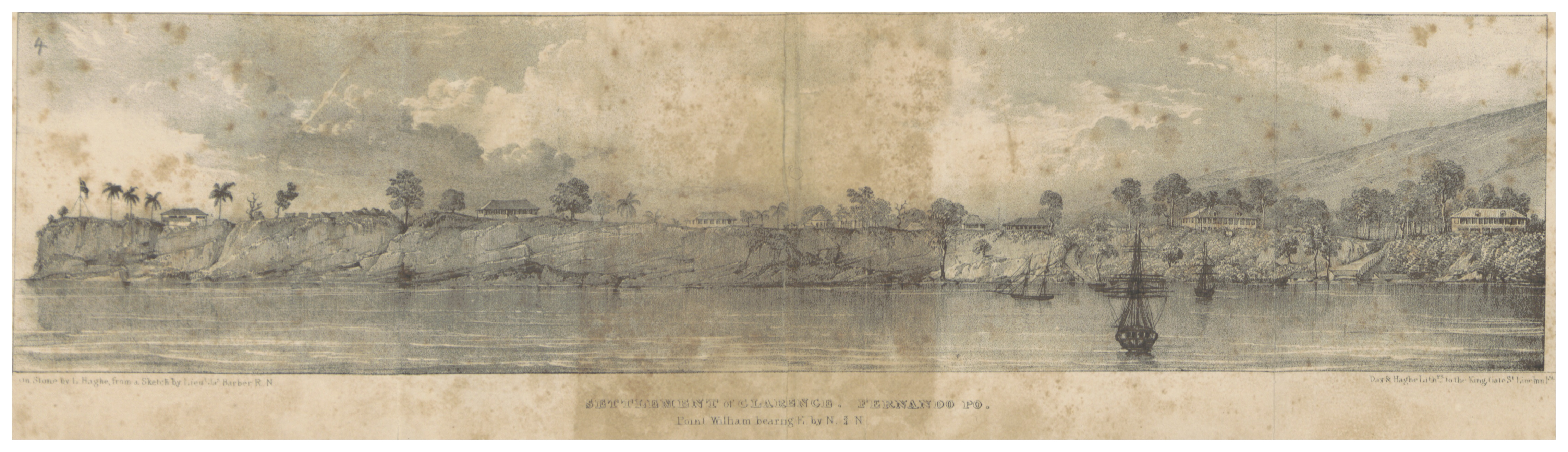
Ilustración de Port Clarence en 1840.

No dispuesta a invertir en el desarrollo de Fernando Poo, de 1827 a 1840 los españoles permitieron al Reino Unido establecer una base en la zona de Malabo debido al interés de este en establecer una base en la región para controlar el comercio atlántico de esclavos. La decisión de España de abolir la esclavitud en 1837 por insistencia de Gran Bretaña disminuyó enormemente el valor percibido de la colonia ante las autoridades, por lo que ceder bases navales era una forma efectiva de ganar ingresos en una colonia por lo demás sin valor. Ya en 1801 España había concedido el derecho al Reino Unido de usar la isla de Annobón como puerto para avituallamiento de agua dulce, construyéndose un pequeño fuerte en esta isla.
Por tanto, los británicos ocuparon la isla de Bioko entre 1827 y 1840 con el pretexto formal de "luchar contra el tráfico de esclavos" (aun cuando la posición británica en décadas anteriores había sido proclive a dicho tráfico). Así las cosas, en 1827 y sin permiso español se trasladó de Sierra Leona a Fernando Poo la sede de la Comisión Mixta de Represión de la Trata para la captura de barcos negreros y persecución de traficantes, hasta que la volvieron a trasladar a Freetown tras un acuerdo con España en 1843.
En 1827 fue fundado el establecimiento de Port Clarence (posteriormente Santa Isabel y hoy Malabo), llamado así en honor del Duque de Clarence. También se estableció un puesto en la zona de San Carlos de Luba. Ambos fueron puestos bajo la supervisión de William Fitzwilliam Owen. Durante su mandato de tres años, sus fuerzas afirmaron haber detenido veinte barcos y liberado a dos mil quinientos secuestrados para trabajar como esclavos, asentándose muchos de ellos en Port Clarence.
En 1841 Reino Unido, interesado en dominar Fernando Poo y Annobón, propuso al gobierno español la compra de las islas por sesenta mil libras esterlinas. La venta de la colonia se frustró por la oposición de la opinión pública y la negación de la Cámara de Comercio de permitir que la iniciativa saliera adelante.

### Restauración de la presencia española (1843-1900)

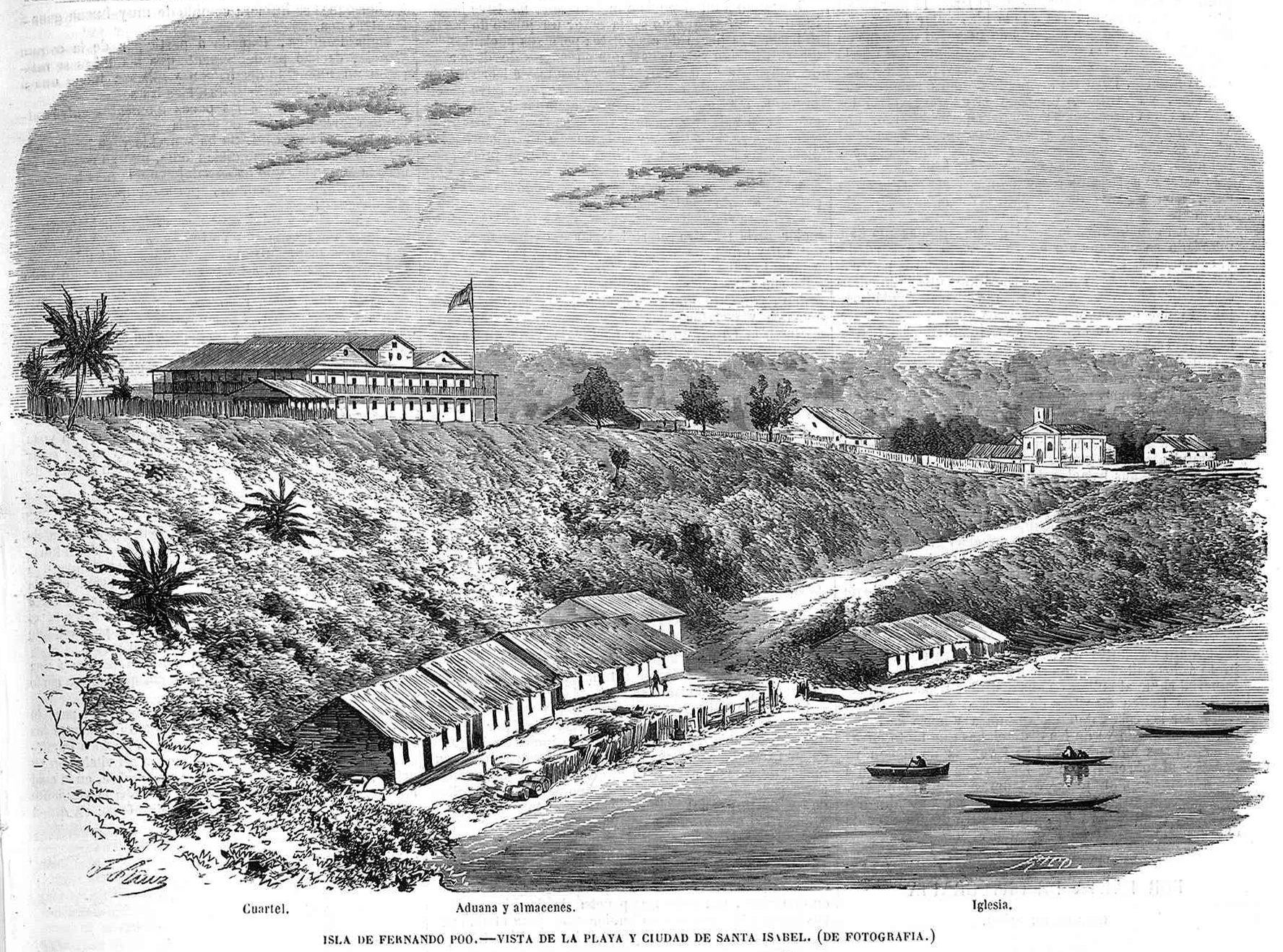
Santa Isabel (actual Malabo), circa 1857, en El Museo Universal.

Para afianzar los derechos de España, se envió la expedición de Juan José Lerena y Barry, que en marzo de 1843 izó el pabellón español en Port Clarence (Malabo), renombrándola como Santa Isabel y recibiendo la sumisión formal de varios jefes locales, estableciendo la vida administrativa de la colonia, a la que nombró "Territorios Españoles del Golfo de Guinea", y dejando como gobernador al británico John Beecroft (quien, en 1851, partiría desde Santa Isabel para la reducción de Lagos, marcando así la primera incursión británica en Nigeria al haber sido nombrado previamente cónsul británico en Benín y Biafra). También el reino benga de la isla de Corisco y la zona de Cabo San Juan estableció un acuerdo de protectorado con España en 1843 como resultado de un arreglo entre Juan José Lerena y Barry con el rey benga Bonkoro I, quien murió en 1846. Previamente, en 1836 el navegante español José de Moros ya había visitado la isla de Annobón, gobernada por el rey Pedro Pomba, reafirmando la soberanía española sobre la isla. Finalmente, en 1844 Reino Unido abandonó sus reclamaciones sobre la isla de Fernando Poo a favor de la soberanía española.
Debido a las terribles epidemias que asolaban la zona España seguía sin comprometerse a desarrollar la colonia mediante las subvenciones económicas para la llegada de colonos, motivo por el que aún tardaría una década más para llevar a cabo este control directo. La capital, Santa Isabel, ya contaba con mayor dinamismo y las misiones religiosas protestantes estaban teniendo mucho éxito. Ambos elementos ayudaron al cambio de actitud de España, además de las razones internas ya aludidas. Por ello el 13 de septiembre de 1845 se hace pública la Real Orden por la cual la reina Isabel II autoriza el traslado a la región de todos los negros y mulatos libres de Cuba que voluntariamente lo desearan, creyéndose que la gente de raza negra tenía una mayor resistencia a las enfermedades tropicales. El 20 de junio de 1861 se publica la Real Orden por la que se convierte la isla de Fernando Poo en presidio español; en octubre del mismo año se dicta la Real Orden por la que, al no ofrecerse voluntariamente negros emancipados de Cuba para inmigrar a la Guinea, se dispone que, de no presentarse voluntarios, se proceda al embarque, sin su consentimiento, de doscientos sesenta negros cubanos, a los que se unirán posteriormente represaliados políticos. Al año siguiente, en 1862, un estallido de fiebre amarilla acabó con la vida de gran parte de los colonos blancos que se habían asentado en la isla. Aun así, a lo largo del último tercio del siglo XIX el número de plantaciones establecidas por ciudadanos privados seguiría creciendo.
Durante el período británico estos trajeron a Bioko a unos dos mil esclavos liberados y sierraleoneses, que acabarían estableciendo plantaciones propias y formando una élite criolla negra que dominaría la sociedad insular junto con los europeos: los fernandinos. Después de la partida de los británicos había continuado una limitada inmigración desde África Occidental y las Indias Occidentales. Por ello, durante todo el siglo XIX la mayoría de las plantaciones de Fernando Poo estaban en su mayor parte en las manos de esta élite criolla. Un cierto número de esclavos angoleños liberados, criollos luso-africanos e inmigrantes de Nigeria y Liberia también comenzaron a asentarse en la colonia, donde rápidamente pasaron a formar parte de la sociedad fernandina. A la mezcla étnica se añadieron también varios cientos de afro-cubanos, doscientos dieciocho rebeldes filipinos (de los cuales solo noventa y cuatro sobrevivirían): 539  y varias docenas de intelectuales y políticos españoles deportados a Fernando Poo por motivos políticos y otros crímenes, además de un pequeño número de colonos voluntarios. También había una constante inmigración de esclavos fugados y buscadores de fortuna desde las islas vecinas portuguesas de Santo Tomé y Príncipe.

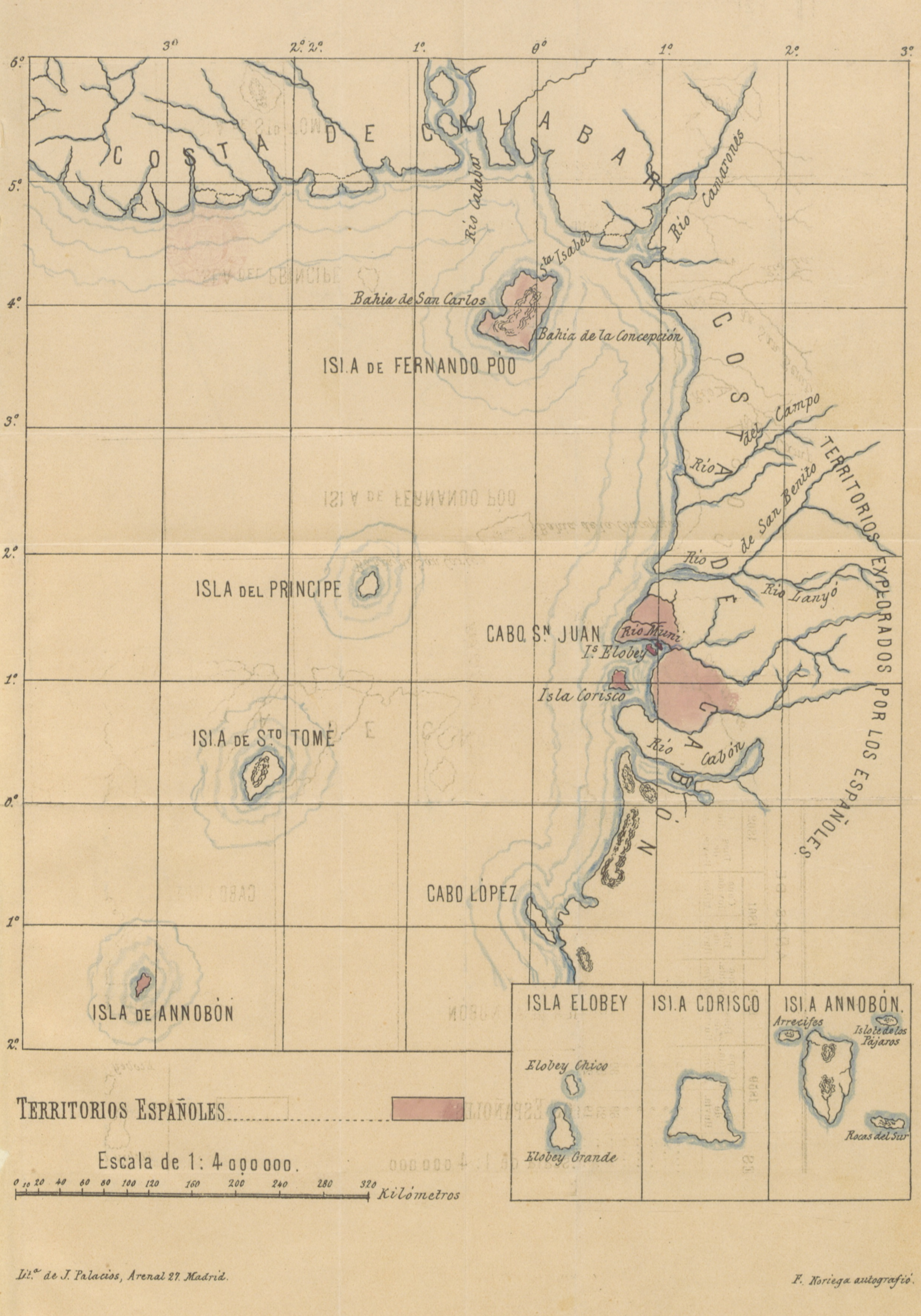
Mapa de las posesiones españolas en el Golfo de Guinea en 1897, antes del Tratado de París de 1900.
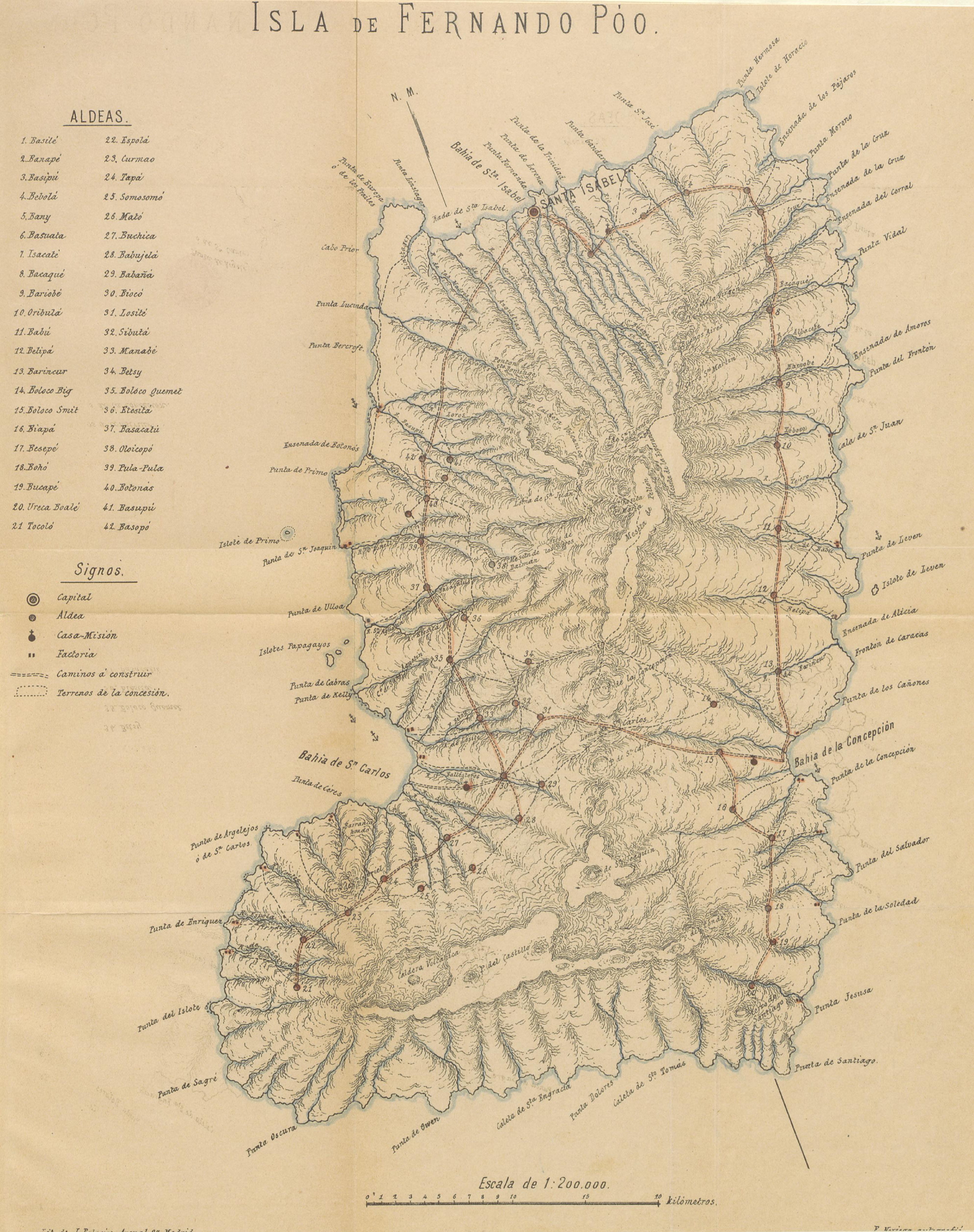
Mapa de la Isla de Fernando Poo en 1897.
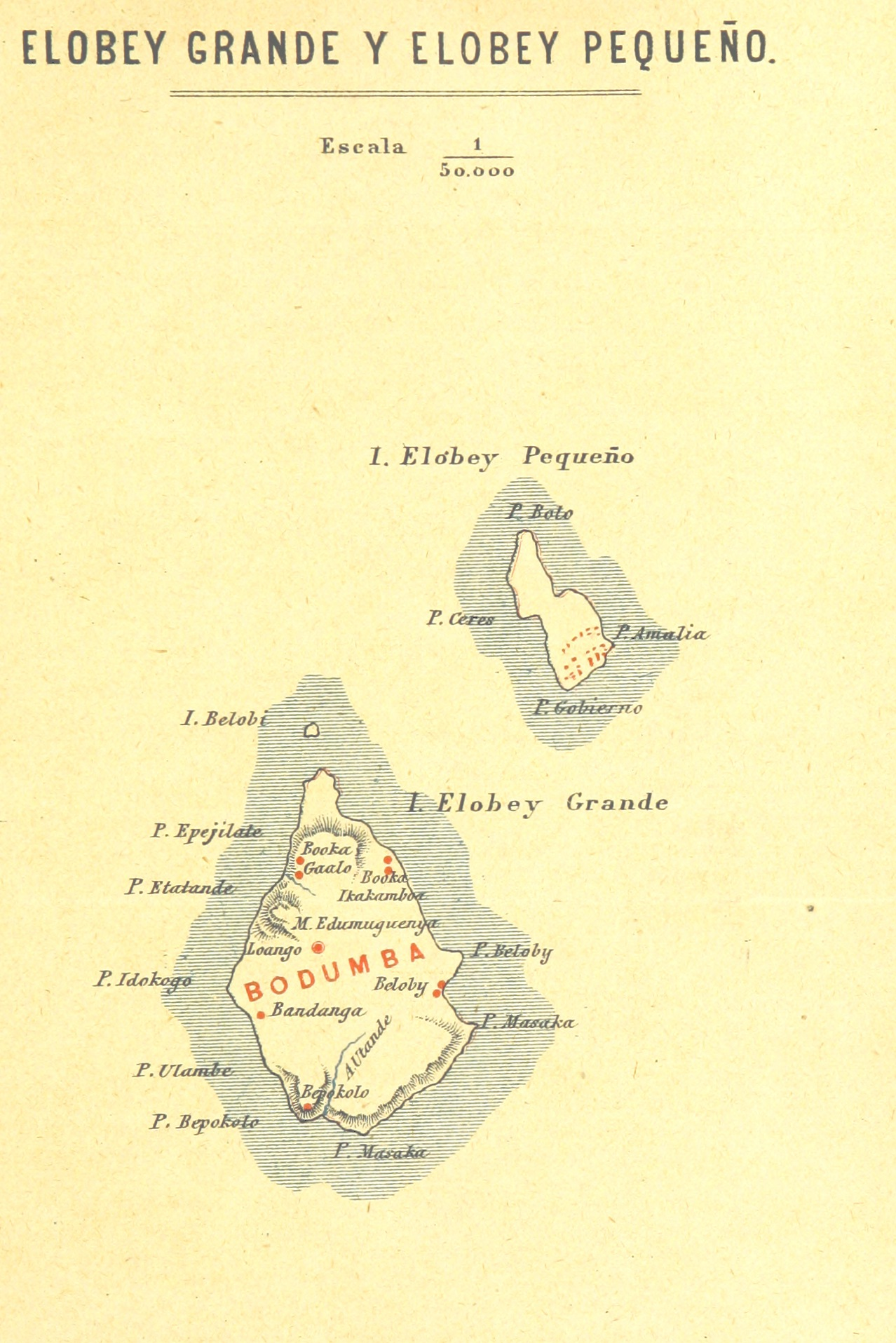
Mapa de Elobey Grande y Elobey Chico en 1887.

En 1870 las condiciones de vida de los blancos en la isla mejoraron gracias a la recomendación de que se trasladaran a vivir a las tierras altas, y para 1884 buena parte de la escasa administración colonial y de las grandes plantaciones se habían trasplantado al pico Basilé, a cientos de metros sobre el nivel del mar. Henry Morton Stanley llamó a Fernando Poo "una joya que España no pule" por negarse a aplicar políticas de colonización más agresivas. A pesar de las mayores posibilidades de supervivencia para los europeos en la isla, Mary Kingsley, que pasó una temporada en la isla, la describió como "una incómoda forma de ejecución" para los españoles enviados allí.

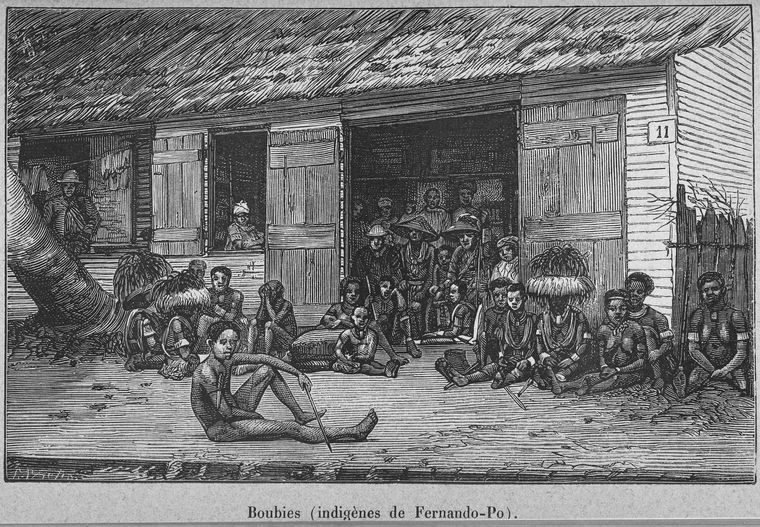
Grabado de 1875 donde se observan boubies, indígenas de Fernando Po.

Un liberto de las Indias Occidentales trasladado a Sierra Leona llamado William Pratt fue el primero en establecer una plantación de cacao en Fernando Poo, sembrando así las semillas del futuro económico de la colonia. A finales del siglo XIX los terratenientes españoles, portugueses, alemanes y fernandinos empezaron a desarrollar grandes plantaciones de cacao. Con la población indígena bubi diezmada por las enfermedades y los trabajos forzados a los que se resistían la economía pasó a depender de trabajadores agrícolas importados.[cita requerida]
Durante estos años el poder español se va asentando paulatinamente también entre los nativos, a menudo con malas consecuencias. A partir de 1855 se produce una agitada época de luchas intestinas en la sociedad benga de Corisco y Cabo San Juan por la cuestión de las jefaturas locales causadas por la influencia española, luchas que terminan en 1858 con la llegada del primer gobernador español, Carlos de Chacón y Michelena, quien nombró teniente gobernador de Corisco a Munga I, enfrentado a Bonkoro II. Entre 1859 y 1875 hubo una guarnición española en la isla, que luego sería trasladada a la isla de Elobey Chico. No sería hasta 1906 que los reinos bengas de Corisco y Cabo San Juan se reunificarían durante el reinado de Santiago Uganda tras múltiples guerras civiles entre los partidarios de los españoles y sus detractores. Dentro de esta misma política de intervencionismo en 1864 el gobernador Ayllón nombra rey de Elobey Grande al jefe local Bodumba.

Mapa de 1914 donde se muestra el reparto de África, realizado por las potencias europeas colonizadoras, acelerado tras la Conferencia de Berlín de 1885.

Entre tanto, en Bioko los nativos bubis, que históricamente habían conseguido mantener alejados a los extranjeros y salvaguardarse de la esclavitud y la explotación a manos europeos, se veían cada vez más presionados por la administración española y los dueños de las plantaciones. Madabita (aprox. 1842-1860) y Sepoko (1860-1874/1875) serán los principales líderes locales en este periodo de creciente intervención española. Finalmente, en la segunda mitad del siglo XIX se produce la unificación de todos los clanes bubis bajo el rey Moka (1875-1899) como medida de defensa ante el colonialismo, situación que no duraría mucho debido al creciente intervencionismo colonial español. Durante el periodo 1887-1897, varios representantes españoles establecen relaciones con el rey Moka de Bioko. Le seguirán Sas Ebuera (1899-1904) y Malabo (1904-1937), siendo este último rey encarcelado por las autoridades españolas en 1937, falleciendo ese mismo año y con ello terminando la monarquía, que ya desde su ascenso al trono en 1904 había tenido un papel meramente simbólico y subordinado a las autoridades españolas.
A su vez, la región continental del golfo de Biafra será ampliamente explorada por exploradores como Manuel de Iradier y Bulfy, el cual, a cargo de dos expediciones (en 1875 y 1884), tendrá por misión acabar con los levantamientos de varias villas-estado fang y asegurar su sometimiento con el objetivo de establecer una presencia española en África ecuatorial, lo que sentará las bases que finalmente darán lugar a la colonia de Río Muni, si bien por el momento España no ratificará los acuerdos de protección firmados por Iradier con los jefes locales mediante el establecimiento de una presencia estable en la región.

### Ampliación territorial por el Tratado de París (1900-1926)

Mapa de Río Muni: Guinea Continental Española, año 1903.

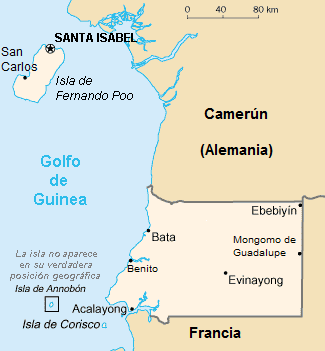
Fronteras acordadas en el Tratado de París de 1900 de lo que sería la Guinea Española. Tras su independencia en 1968 Guinea Ecuatorial conserva esas fronteras con los países vecinos.

España no había tomado medidas para ocupar la gran área del golfo de Biafra que le correspondía según los Tratados de El Pardo y San Ildefonso, y, en su lugar, Francia había ido colonizando las zonas reclamadas por España. Madrid no había reforzado las exploraciones de hombres como Manuel Iradier, quien había firmado tratados de protección con jefes tribales de amplios territorios en Camerún y Gabón, dejando la mayor parte de estas tierras sin una ocupación efectiva según los términos estipulados en la Conferencia de Berlín de 1885. 
Los posteriores eventos en Cuba y Filipinas y la guerra contra Estados Unidos en 1898 distrajeron al gobierno español de la empresa colonial en un momento crítico. El exiguo apoyo que hubo a la anexión de territorios en África continental se debió exclusivamente a la opinión pública y a la necesidad de mano de obra para las plantaciones de Fernando Poo. Durante el último tercio del siglo XIX y desde el año 1885 las villas de la costa continental ecuatoguineana en torno a Cabo San Juan y la desembocadura del río Muni firmaron tratados con España y estuvieron bajo protectorado de esta. Cuando se reanudaron las conversaciones entre los España y Francia a principios del año 1900 la posición española se había debilitado aún más y la francesa fortalecido respecto a la década anterior.

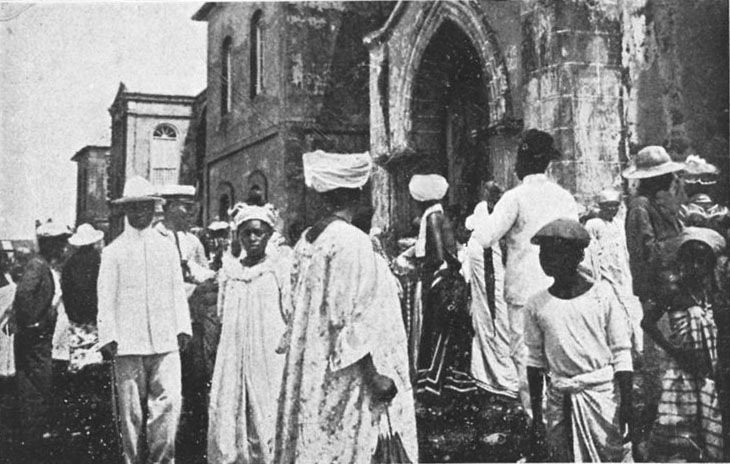
Habitantes bengas de Corisco (1910).

El eventual Tratado de París de 1900 definió y estableció los límites precisos en las fronteras entre los territorios franceses y españoles en el Sáhara Occidental y en el golfo de Guinea, y en lo que respecta a Guinea se ortorgaba a España un territorio continental que abarcaría las costas entre el sur de la desembocadura del río Campo y la del norte de los ríos Muni y Utamboni y por el este el límite sería el meridiano 11°20′ (meridiano 9° Este de París). El artículo 4 del tratado fijaba los límites acordados. Era un pequeño enclave de unos meros 26 000 km² de los 300 000 que había reclamado históricamente, hasta el río Ubangui.
El tratado se acabó firmando en el Muelle de Orsay (París) el 27 de junio del año 1900. El tratado tenía 10 artículos, 3 anexos y una declaración final. En general el gobierno español acogió el acuerdo con satisfacción (a pesar de solo recibía un pequeño territorio) y lo mismo con la ciudadanía, que estaba cansada de aventuras coloniales y fracasos diplomáticos. Los periódicos españoles de la época no trataron mucho el tema. Para Francia, este tratado junto con otros acuerdos diplomáticos y otras conquistas realizadas habían convertido a ese país en "dueño" de casi toda África Occidental. Parte del gobierno francés y de los círculos colonialistas franceses consideraba que se había dado mucho a España dada la disparidad de fuerzas existentes entre ambos países. Consideraban directamente que a España no se la debía de entregar nada de territorio continental guineano o como mucho dejarla confinada en los alrededores de Cabo San Juan. Francia no veía con malos ojos que una España "débil" ocupara territorios en África si eso evitaba que los ocupara el imperio británico o el imperio alemán, verdaderos rivales del imperio francés. Además Francia esperaba un hipotético reparto de Marruecos -que acabó sucediendo pocos años después- y no quería tener de adversario añadido a España teniendo en cuenta que otros países -Alemania, Reino Unido e Italia- en principio no iban a ser favorables a las demandas francesas.
En 1903 se crearía administrativamente la colonia de Elobey, Annobón y Corisco.
El Real Decreto de 12 de julio de 1904 estableció:

Artículo 1.° Las islas de Fernando Poo, Annobón, Corisco, Elobey Grande y Elobey Chico y el territorio continental de Guinea, cuya soberanía quedó reconocida a España por el Tratado con Francia de 27 de Junio de 1900, constituirán, para los efectos de su gobierno y administración, una sola entidad legal, denominada oficialmente «Territorios españoles del Golfo de Guinea», y dividida en cuatro distritos, á saber: Fernando Poo, Bata, Elobey y Annobón.

Los primeros años del siglo XX vieron una nueva generación de inmigración española. Las regulaciones del terreno aprobadas en 1904-1905 favorecían a los españoles, y la mayor parte de las grandes plantaciones creadas a partir de esas fechas fueron de colonos españoles. Todo esto puso a la defensiva a los fernandinos. En esas fechas la mayoría de las plantaciones seguían siendo suyas, y, aunque un puñado de fernandinos eran católicos e hispanoparlantes, aproximadamente nueve de cada diez seguían siendo protestantes y angloparlantes al comienzo de la Primera Guerra Mundial, y un pidgin del inglés era la lengua franca de la isla, por lo que a menudo mostraban su oposición al control que pretendía establecer la administración colonial española sobre la isla y dificultaban aún más la tarea colonizadora de España. Los sierraleoneses tenían una posición particularmente afianzada como dueños de plantaciones, en tanto que el reclutamiento de braceros en la actual Costa de Marfil continuaba gracias a sus buenas conexiones y el contacto continuado con sus familiares allí, de modo que a ellos no les afectaba el problema de la constante escasez de mano de obra. Los fernandinos demostraron ser buenos comerciantes e intermediarios entre los nativos y los europeos.

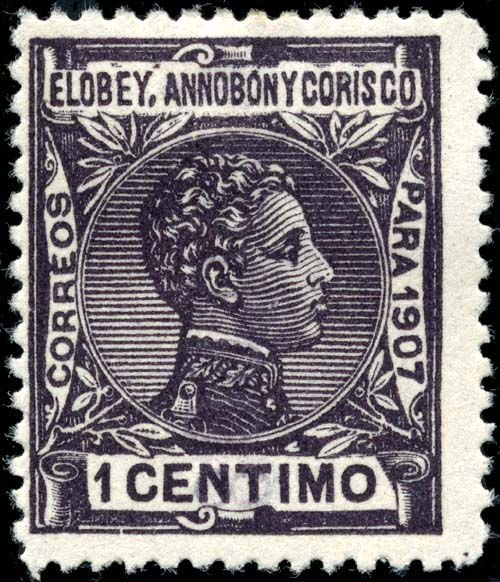
Sello de un céntimo de la colonia de Elobey, Annobón y Corisco (1907).

En la isla de Bioko y el resto de territorios se inició la explotación de sus riquezas y se estableció un verdadero gobierno colonial. El gran problema de la colonia era, como siempre, la falta crónica de mano de obra. La población indígena bubi, presionada hacia el interior de la isla y diezmada por el alcoholismo, los trabajos forzados, las enfermedades venéreas, la viruela y la enfermedad del sueño, siempre había hecho todo lo posible para no trabajar en las plantaciones. Trabajar en sus pequeñas granjas de cacao les daba un grado de autonomía considerablemente mayor y les permitía tener ingresos para subsistir sin necesidad de ser explotados. Más aún, los bubis estaban protegidos de las demandas de los terratenientes desde finales del siglo XIX por los misioneros claretianos españoles, quienes tenían una gran influencia en la colonia y que finalmente organizaron a los bubis en pequeñas misiones teocráticas similares a las famosas reducciones jesuíticas de los siglos XVII-XVIII en Paraguay y la Banda Oriental, en la América española, donde los jesuitas obraron de forma similar con los indígenas guaraníes.
La penetración católica se vio reforzada por la resistencia armada de los bubis a la conscripción de mano de obra forzosa para las plantaciones. Dentro de estas destacan la rebelión de 1898 liderada por Sas-Ebuera, quien formó unas milicias nacionalistas y anticolonialistas. Fue capturado por las fuerzas españolas y su negativa a aceptar la autoridad del gobernador colonial le llevó a mantener una huelga de hambre, muriendo el 3 de julio de 1904. También Malabo Lopelo Melaka (rey entre 1904 y 1937), hijo de Moka, iniciará una reivindicación moderada de sus derechos, con el último enfrentamiento de los bubis contra los colonizadores españoles en 1910 en la región de San Carlos, que se inició tras el asesinato del cabo español León Rabadán y dos policías indígenas. En ese suceso murieron unos mil quinientos bubis,[cita requerida] entre civiles y alzados. Inmediatamente después de la insurrección de 1910, las fuerzas coloniales presionaron al rey Malabo para que influyera en los jefes locales y evitara nuevos enfrentamientos. Finalmente, en 1917 los españoles desarmaron a los bubis, lo que les dejó totalmente dependientes de los misioneros.
Debido a la falta de mano de obra, se firmó un contrato con la República de Liberia en 1914, por el cual fueron transportados cerca de quince mil trabajadores liberianos a las colonias españolas a lo largo de dieciséis años, transporte que corrió a cargo de la naviera alemana Woermann-Linie.  Esto favoreció enormemente a los grandes hacendados, pues les daba un acceso fácil y a bajos precios a la siempre escasa mano de obra, y la creciente exploración y colonización de Río Muni mediante el modelo de plantaciones y su territorio mucho más extenso que el de Fernando Poo pero con escasa población hicieron que el acuerdo con Liberia fuera incluso más beneficioso para los colonos. En 1940 se estimaba que solo el 20 % de la producción local de cacao venía de tierra propiedad de africanos, y, a su vez, de este 20 % casi toda la tierra estaba en manos de los fernandinos, que se habían visto desplazados de su nicho de poder tras la llegada de grandes números de españoles. No obstante, el acuerdo fue cancelado en 1930 después de que una comisión de la Organización Internacional del Trabajo descubriera las condiciones de esclavitud en las que se encontraban los trabajadores importados liberianos, revelaciones que hicieron caer al gobierno del presidente del país Charles D. B. King.
A partir de los acuerdos franco-alemanes de 1911 para solucionar la segunda crisis de Marruecos Río Muni había quedado totalmente rodeada por la colonia alemana de Kamerún y no muy lejos del África Ecuatorial Francesa. En aquellos años la presencia española era casi puramente testimonial, limitada casi totalmente a la costa y concentrada en la capital, Bata (fundada en 1900 por los franceses como un puesto comercial antes de que el territorio pasase a manos españolas por el Tratado de París y que en 1914 contaba con una población de tan solo unas pocas decenas de colonos blancos), las tropas de la guardia colonial apenas alcanzaban los doscientos hombres y el territorio continental estaba habitado por las tribus de los fang a los que aún se estaba en proceso de someter.

#### Primera Guerra Mundial

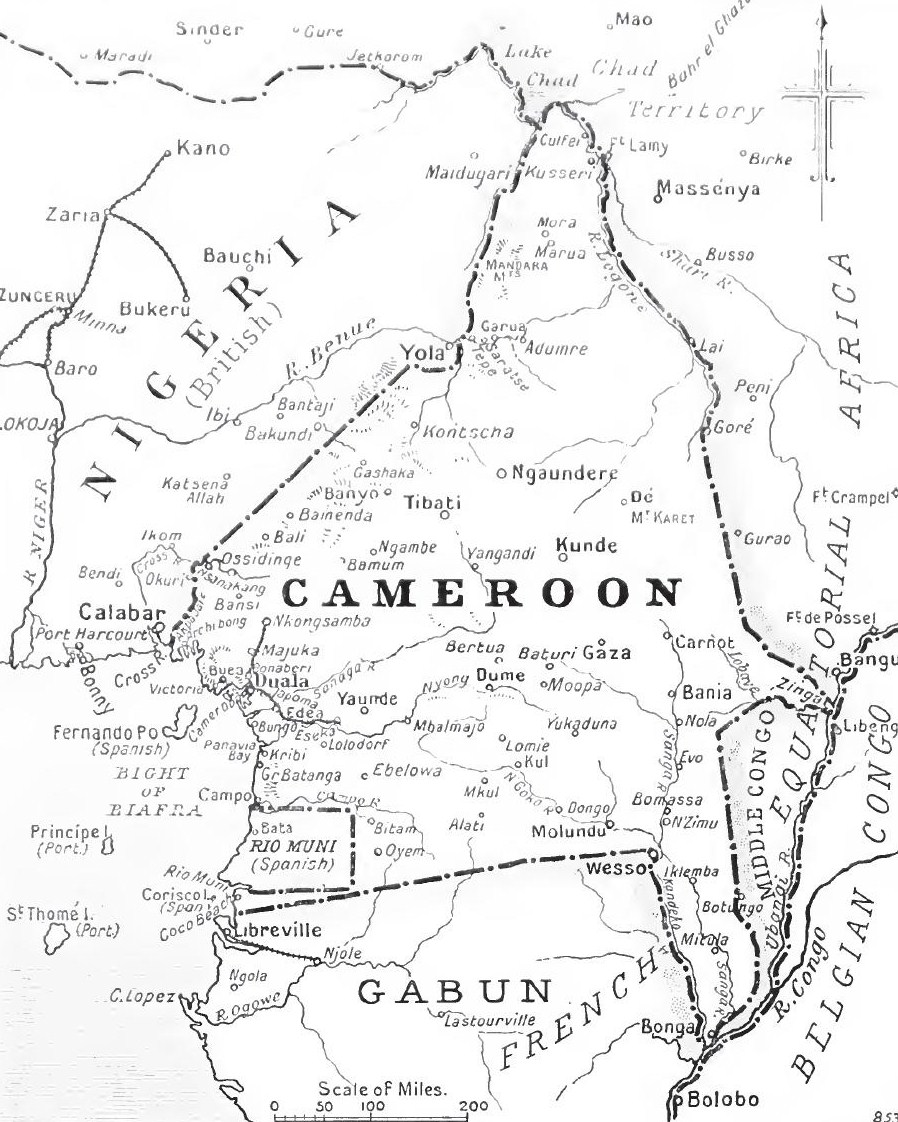
Mapa en inglés de 1914 con la colonia alemana de Kamerun rodeada por la colonia inglesa de Nigeria al norte y la francesa de Gabón al sur. Ver teatro africano de la Primera Guerra Mundial.

Al estallar la Primera Guerra Mundial en 1914 (en la que España se declaró neutral), cuando empezaron los combates entre las tropas coloniales, hubo miedo por parte de las autoridades españolas de que esos combates se trasladaran a Río Muni. Para solucionar el problema, el gobernador Ángel Barrera hizo instalar cuatro puestos militares (Mibonde, Mikomeseng, Mongomo y Ebibeyín) muy simples (sin emisoras de radio o ametralladoras y con muy pocos soldados), pero que fueron suficiente para mostrar los límites simbólicos de la soberanía española y cumplieron su función, evitando la extensión de la guerra hacia la Guinea Continental. Posteriormente esas bases se convirtieron en focos de crecimiento comercial y desde allí se lanzaron ataques contra los fang que se resistían a la colonización. Aunque se temía por la integridad de la colonia ante la posibilidad de que los combates traspasaran las fronteras entre las colonias alemana y española, no llegó a darse el caso. En aquel entonces Río Muni estaba empezando a ser explorado y el control español se iba imponiendo lentamente en los territorios de tierra adentro.

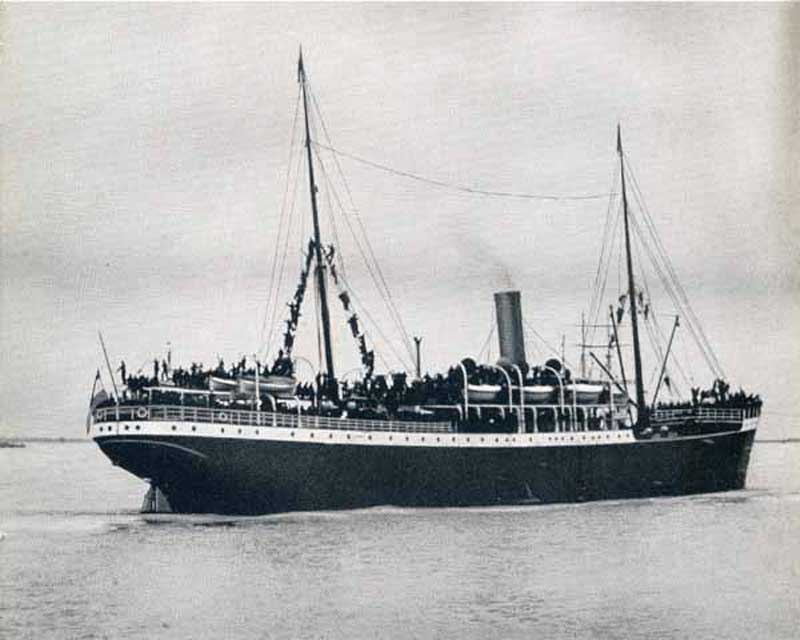
El Crefeld fue uno de los mercantes alemanes internados durante la Gran Guerra, se convirtió en el España n.º 4. Se hundió el 08/06/1932 en la isla de Fernando Poo tras encallar accidentalmente en Punta Oscura.

Con la derrota alemana en Camerún en febrero de 1916, un contingente de unos mil alemanes entre soldados y civiles y cuarenta y seis mil indígenas entre soldados askaris, porteadores y población civil se refugió en Bata, creando a las autoridades coloniales españolas graves problemas de alojamiento y manutención, además de enormes dificultades para organizar su repatriación. Los doscientos militares españoles se vieron sobrepasados, si bien los alemanes se rindieron y entregaron sus armas de forma pacífica, por lo que el gobernador Barrera decidió devolver al otro lado de la frontera a veinticinco mil de los cameruneses, quedando unos veintisiete mil refugiados en su territorio. De las más de veinticinco mil personas que quedaban en Guinea, entre ochocientas y mil eran alemanes (sólo la mitad de ellos soldados), seis mil eran askaris y el resto personal de servicio (como porteadores, mayordomos o intérpretes) y civiles (principalmente las familias de los soldados). Por presión de Francia y Reino Unido, que temían que los soldados se reincorporaran a la lucha, la mitad de los refugiados (incluyendo todos los europeos) fueron trasladados a Fernando Poo, ubicándolos en campamentos en las cercanías de Santa Isabel. Unas mil personas murieron por las malas condiciones de los campos de refugiados. Durante su estancia en Fernando Poo los nativos cameruneses sirvieron para paliar temporalmente la escasez de mano de obra en las plantaciones de cacao.
Al final, el 30 de diciembre de 1916, España envió una compañía expedicionaria de Infantería de Marina para hacerse cargo de los refugiados alemanes y cameruneses. El grueso de los cameruneses volvió a su país en 1917, si bien algunos se quedaron a vivir en la isla, mientras que los civiles alemanes fueron trasladados a la península ibérica y los oficiales alemanes permanecieron en la colonia española hasta que acabó la guerra. Durante este período se producen algunos enfrentamientos con la población local fang de la parte continental, como los que dieron lugar a la expedición de castigo de Río Muni de 1918, o los producidos por los trabajos forzados impuestos por el teniente Julián Ayala Larrazábal.

### Guinea Española (1926-1968)

#### Colonia de Guinea Española (1926-1956)

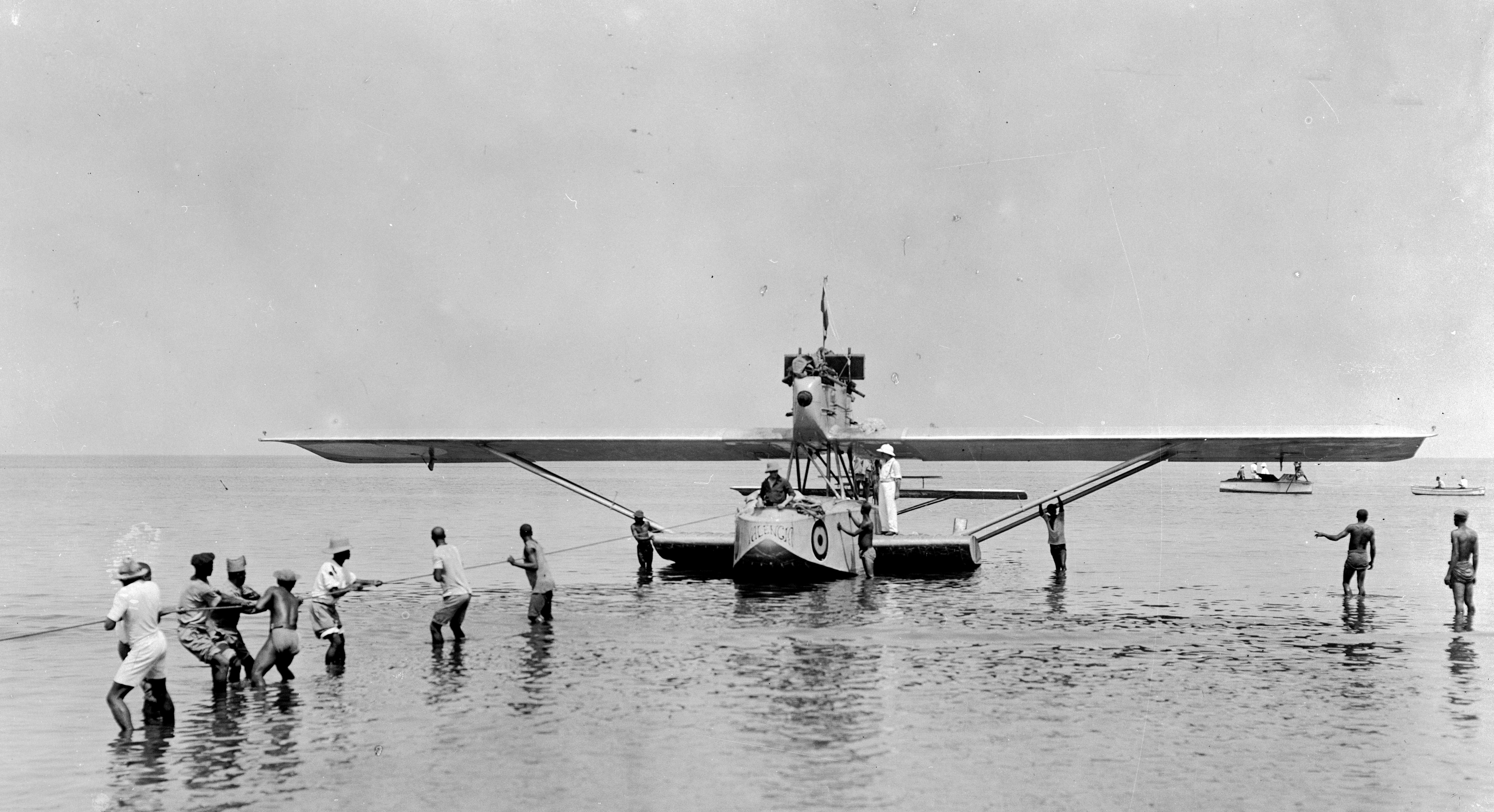
La patrulla "Atlántida" realizó un levantamiento fotográfico y cartográfico del territorio entre 1926 y 1927.

Mapa del África colonial en 1939, antes de iniciarse la Segunda Guerra Mundial.

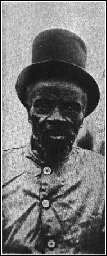
El rey Malabo de Bioko en 1930.

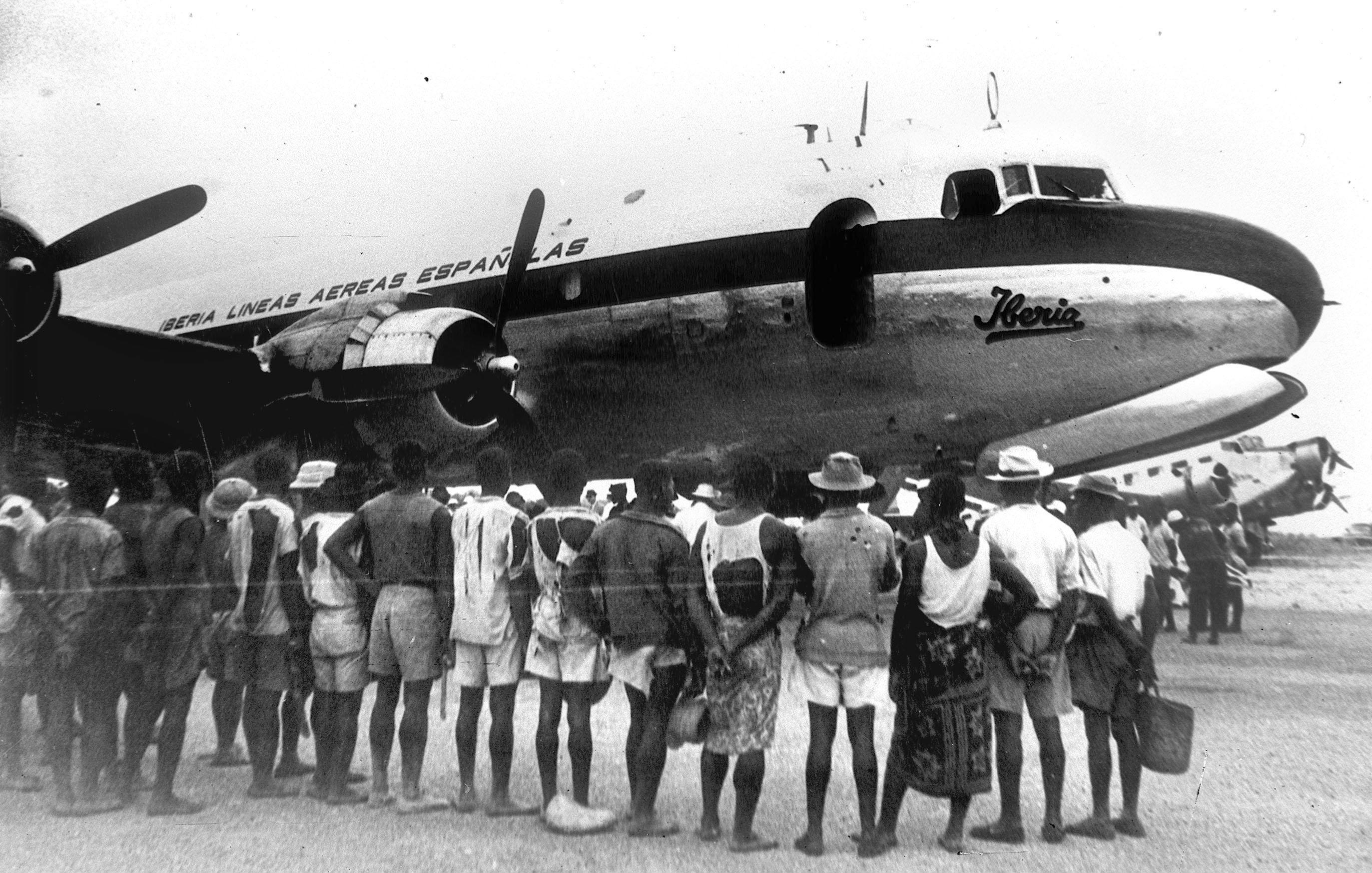
Primer vuelo de Iberia entre Santa Isabel y Bata, en junio de 1941.

Tanto el territorio insular como el continental fueron unidos en 1926 como la colonia de Guinea Española. Para esta época terminan de disolverse las estructuras previas tradicionales de los reinos tribales, consolidándose la administración de corte europeo importada por los españoles, bajo el reinado nominal en Bioko del rey Malabo, entre 1904-1937, año este último en el que el rey fue encarcelado por las autoridades españolas.
Sin embargo, España carecía de la riqueza y el interés necesarios para desarrollar una infraestructura económica importante durante la primera mitad del siglo XX. No obstante, España desarrolló grandes plantaciones de cacao en la isla de Bioko con miles de peones importados de la vecina Nigeria.
Con motivo del golpe de Estado en España de julio de 1936, la colonia permanece fiel a la Segunda República Española establecida desde 1931. No será hasta el 18-19 de septiembre que la Guardia Colonial se rebele y tome el control de la isla de Fernando Poo; sin embargo, la parte continental (Bata) permanecerá fiel al gobierno hasta que un desembarco el 14 de octubre pone el territorio en manos de los sublevados. En 1942, durante la Segunda Guerra Mundial (en la que España se declaró no beligerante), se desarrolló en territorio ecuatoguineano la llamada Operación Postmaster.

#### Provincia del Golfo de Guinea (1956-1959)

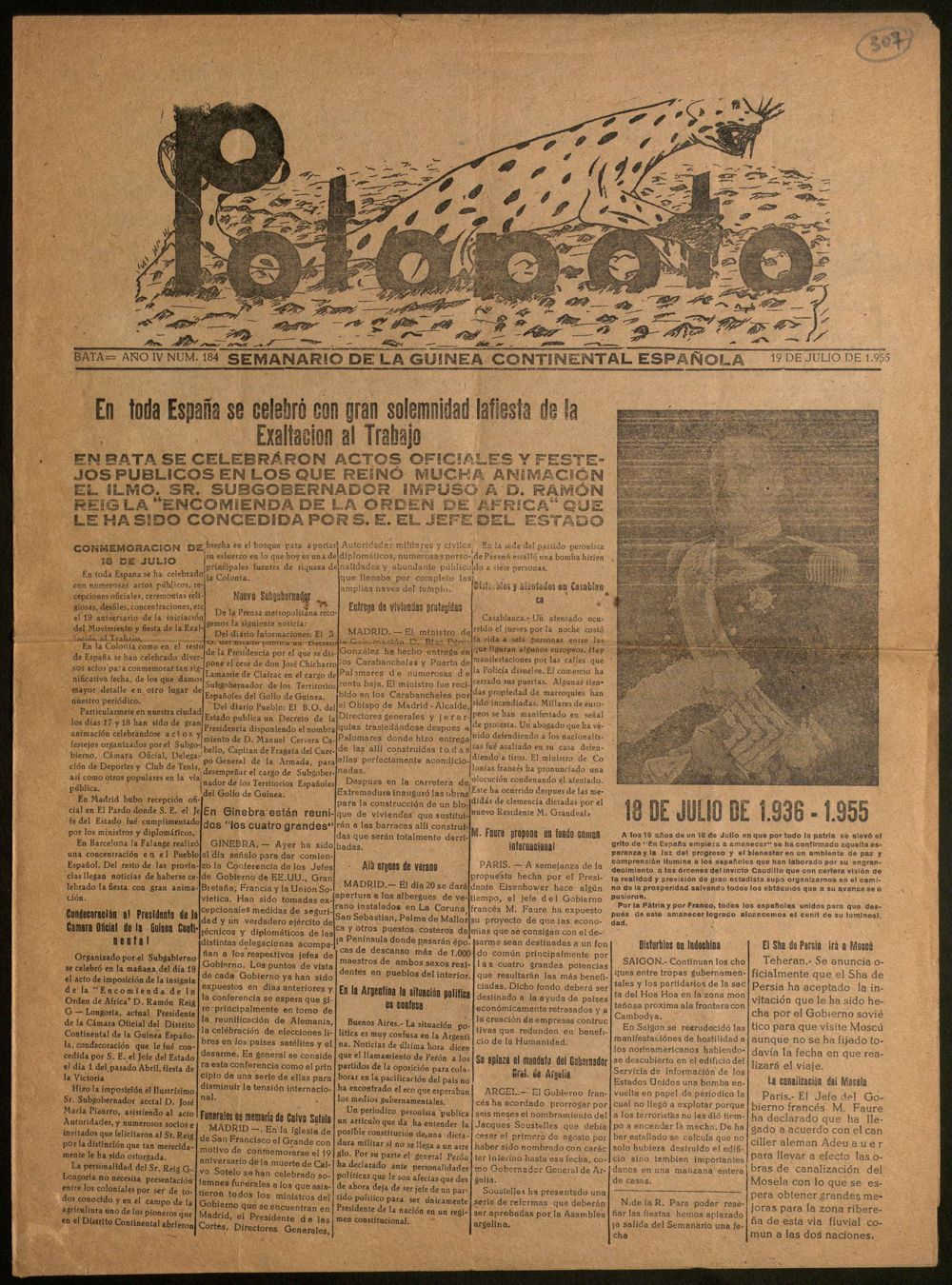
Cabecera de "Potopoto-Semanario de la Guinea Continental Española" del 19 de julio de 1955.

Hasta 1956, las islas de Bioko, Annobón y Corisco junto con la parte continental (Río Muni), formaron parte del Territorio de Guinea Española. El 21 de agosto de 1956 dichos territorios fueron organizados en una provincia con el nombre de Provincia del Golfo de Guinea.
Durante este periodo empiezan a surgir tímidamente los primeros movimientos independentistas en el país, como el liderado por Acacio Mañé Ela.

#### Diputaciones Provinciales de la Región Ecuatorial (1959-1968)

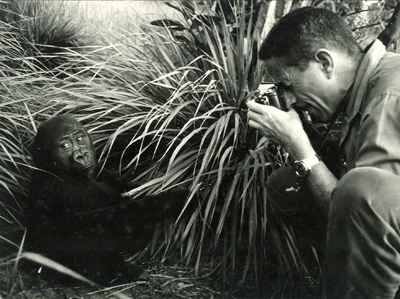
Jordi Sabater Pi fotografiando un gorila en la Guinea Española. Se llevó a Copito de Nieve a Barcelona (España)

En 1959 los territorios españoles del golfo de Guinea adquirieron el estatus de provincias españolas ultramarinas, similar al de las provincias metropolitanas. Por la ley de 30 de julio de 1959, adoptaron oficialmente la denominación de Región Ecuatorial Española y se organizó en dos provincias: Fernando Poo y Río Muni.
Como tal, la región fue regida por un gobernador general ejerciendo todos los poderes civiles y militares. Las primeras elecciones locales se celebraron en 1960, y se eligieron los primeros procuradores en cortes ecuatoguineanos. En septiembre de 1960 quedaron constituidas la Diputación Provincial de Fernando Poo (presidida por Alzina de Bochi) y la Diputación Provincial de Río Muni (presidida por José Vedú). Las Diputaciones se mantendrían durante la siguiente etapa autonómica, siendo sus presidentes Enrique Gori (Fernando Poo) y Federico Ngomo (Río Muni).

#### Región Autónoma de Guinea Ecuatorial (1963-1968)

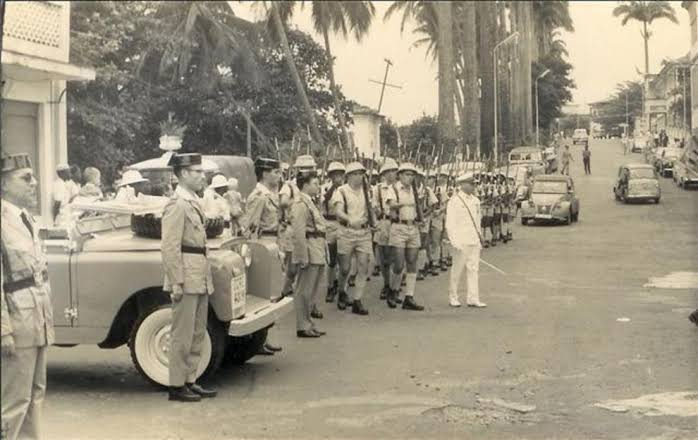
Infantería de Marina en Guinea Ecuatorial 1964.

Región administrada por España desde 1901 hasta 1968.

El 15 de diciembre de 1963, el Gobierno español sometió a referéndum entre la población de estas dos provincias un proyecto de Bases sobre Autonomía, que fue aprobado por abrumadora mayoría. En consecuencia, estos territorios fueron dotados de autonomía, adoptando oficialmente el nombre de Guinea Ecuatorial, con órganos comunes a todo el territorio (Asamblea General, Consejo de Gobierno y Comisario General) y organismos propios de cada provincia. Aunque el comisionado general nombrado por el gobierno español tenía amplios poderes, la Asamblea General de Guinea Ecuatorial tenía considerable iniciativa para formular leyes y regulaciones. Su primer y único presidente fue Bonifacio Ondó Edú. Por su parte, la Asamblea General ecuatoguineana fue presidida por Enrique Gori desde 1964 hasta junio de 1965, cuando le cedió el puesto a Federico Ngomo.
En noviembre de 1965, la IV Comisión de la Asamblea de la ONU, aprobó un proyecto de resolución en el que se pedía a España que fijase lo antes posible la fecha para la independencia de Guinea Ecuatorial. En diciembre de 1966 el Consejo de Ministros del Gobierno español acordó preparar la Conferencia Constitucional. En octubre de 1967 se inauguró dicha Conferencia, presidida por Fernando María Castiella, ministro español de Asuntos Exteriores; al frente de la delegación guineana figuraba Federico Ngomo.

## Estado independiente (1968-actualidad)

### Proclamación de la independencia (1968)

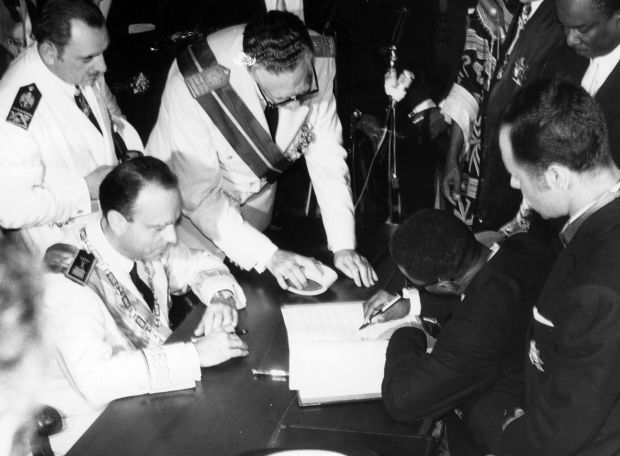
Firma de la independencia de Guinea Ecuatorial por el entonces ministro español Manuel Fraga junto al nuevo presidente Macías Nguema el 12 de octubre de 1968.

En marzo de 1968, bajo la presión de los nacionalistas ecuatoguineanos y de las Naciones Unidas, España anunció que concedería la independencia. Se formó una Convención Constituyente que produjo una ley electoral y un borrador de constitución. Terminada la segunda fase de la Conferencia Constitucional (17 de abril - 22 de junio de 1968) se llevó a cabo la consulta. El referéndum sobre la constitución se produjo el 11 de agosto de 1968, bajo la supervisión de un equipo de observadores de las Naciones Unidas. Un 63% del electorado votó a favor de la nueva constitución, que preveía un gobierno con una Asamblea General y un Tribunal Supremo con jueces nombrados por el presidente.
El 22 de septiembre se celebraron las primeras elecciones presidenciales y ninguno de los cuatro candidatos obtuvo mayoría absoluta. Una semana después fue elegido presidente de Guinea Ecuatorial Francisco Macías Nguema; su inmediato seguidor en la elección fue Bonifacio Ondó Edú.
En septiembre de 1968, Francisco Macías Nguema fue elegido primer presidente de Guinea Ecuatorial con el apoyo de movimientos nacionalistas como el IPGE (Idea Popular de la Guinea Ecuatorial), parte del MONALIGE (Movimiento Nacional de Liberación de Guinea Ecuatorial) y la Unión Bubi. La independencia de Guinea Ecuatorial se proclamó el 12 de octubre de 1968. El país adoptó el nombre de República de Guinea Ecuatorial. Fue admitida en la ONU como miembro 126 de la Organización.

#### Crisis de 1969
En enero de 1969, el líder de la oposición a Macías, Bonifacio Ondó Edú, que estaba sometido a arresto domiciliario, fue asesinado. Aumentó la inestabilidad en el país.
En marzo de 1969, Macías anunció que había dominado un intento de golpe de Estado encabezado por el opositor Atanasio Ndongo (las versiones varían: aunque algunos autores aseguran que nunca había existido, otros afirman que el intento se produjo). El presidente ecuatoguineano aprovechó este pretexto para acabar con toda la oposición e instaurar una siniestra dictadura. Los seguidores de Atanasio Ndongo fueron arrestados o asesinados. El fallido golpe o falso golpe generó una ola de indignación popular antiespañola (estimulada por el gobierno), por lo que la comunidad española se sintió amenazada. Toda esta situación se tradujo en una crisis diplomática entre España y Guinea Ecuatorial.
El 28 de marzo de 1969 se reembarcaron las tropas españolas estacionadas en Río Muni. Ocurrirá lo mismo el 5 de abril abandonando la isla de Fernando Poo. La presencia española en Guinea Ecuatorial había terminado.

### La dictadura de Macías (1968-1979)

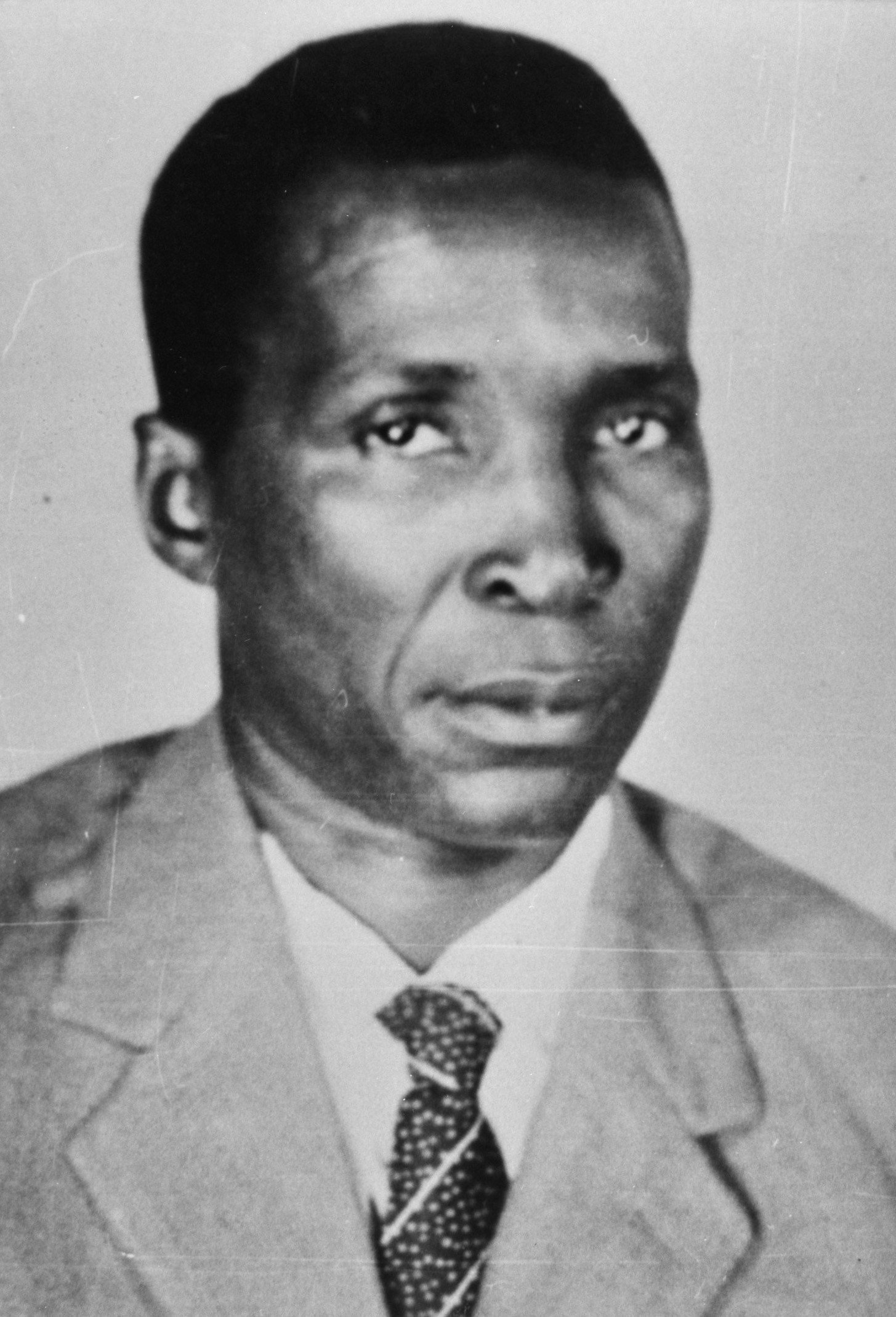
Francisco Macías Nguema, primer presidente de Guinea Ecuatorial, estuvo en el cargo entre 1968 y 1979, cuando fue derrocado en un golpe de estado dirigido por su sobrino Teodoro Obiang. Fue condenado a muerte y ejecutado.

Macías no tardó mucho en concentrar en su persona todos los poderes del Estado y en julio de 1970 creó un régimen de partido único, el PUNT (Partido Único Nacional de los Trabajadores); la República Popular China envió al país a 400 expertos (médicos, ingenieros y constructores), y asistencia económica. La Unión Soviética envió material armamentístico y consejeros militares, recibiendo a cambio derechos de pesca y derechos de uso del puerto de San Carlos de Luba. En mayo de 1971 partes cruciales de la Constitución fueron abrogadas. Con Cuba se firmó un Acuerdo de cooperación educativa a finales de 1971, y Corea del Norte empezó a enviar instructores militares para las milicias creadas por Macías y para la Guardia Nacional. El uniforme de las Milicias y las Juventudes del PUNT pasó a ser semejante al de los Guardias rojos maoístas y el presidente mandó quemar todos los libros editados en occidente, así como las bibliotecas que databan de la época colonial en un remedo de la Revolución Cultural china (1966 - 1976); y en julio de 1972 se autoproclamó presidente vitalicio.
A principios de 1973, todos los sacerdotes católicos y protestantes, extranjeros o no, fueron puestos bajo arresto domiciliario, iniciándose igualmente una persecución de los creyentes en esas religiones, bajo la forma de delito de subversión, castigado con una multa de 1000 pesetas guineanas y la obligación de hacer una declaración afirmando que “Dios no existe”.

#### Constitución de 1973
En julio de 1973 promulgó una nueva Constitución (la segunda del país), realizada a su medida, que creaba un Estado unitario, anulando el estatus anterior de federación entre Fernando Poo y Río Muni. Llevó a cabo una represión implacable contra sus oponentes políticos. Estos eran liquidados en las cárceles mediante simple y brutal apaleamiento. A causa de sus métodos dictatoriales, más de 100 000 personas escaparon a países vecinos; al menos 50 000 de los que permanecieron en el país murieron, y otros 40 000 fueron sentenciados a trabajos forzados.
El 13 de junio de 1974, Radio Malabo y Radio Ecuatorial Bata anunciaron la noticia de un complot preparado desde Bata con ayuda material y financiera del exterior y de actos por los presos subversivos después de romper las paredes de la cárcel. Al mismo tiempo el portavoz oficial del Gobierno hizo un llamamiento a la población para que denunciara a cualquier sospechoso. Desde las autoridades se hizo principal responsable del supuesto complot a Estanislao Ngune Beohli y a un grupo llamado Cruzada de Liberación de Guinea Ecuatorial por Cristo, señalándose como sus colaboradores a Pelagio Mba, Antonio Edjo, Lucas Ondo Micha, Manuel Ncogo Eyui, Expedito Rafael Momo Bocara, Manuel Combe Madje, Lorenzo May, Ricardo Mba Mangue, Terencio Borico, Patricio Meco Nguema y Felipe Aseko, todos ellos juzgados por un Tribunal Militar Popular presidido por Fortunato Okenve Mituy y condenados a muerte (menos tres de ellos, con penas de entre 17 y 29 años de prisión).
El régimen de Macías se caracterizó por el abandono de todas las funciones gubernamentales a excepción de la seguridad interna. Debido al robo, la ignorancia y la negligencia, la infraestructura del país —eléctrica, de suministro de agua, carreteras, transportes y salud— cayeron en la ruina. Las escuelas fueron cerradas en 1975. Los peones nigerianos bajo contrato, que llevaban a cabo el grueso del trabajo en las plantaciones de cacao de Bioko, fueron deportados en masa a principios de 1976. La economía ecuatoguineana se hundió y los ciudadanos más cualificados y los extranjeros dejaron el país. A finales de 1976 se produjo además otro intento de golpe de Estado.
El culto católico finalmente prohibido en junio de 1978. Nguema puso en práctica una campaña de africanización toponímica, imitando superficialmente el movimiento sociocultural de la negritud, reemplazando los nombres coloniales con nombres nativos: la capital Santa Isabel se convirtió en Malabo, la isla de Fernando Poo fue rebautizada como "Isla de Masie Nguema Biyogo" en memoria del propio dictador, y Annobón se convirtió en Pagalú. Como parte del mismo proceso se ordenó a toda la población que cambiara sus nombres europeos por nombres africanos. El propio nombre del dictador sufrió varias transformaciones, de forma que al final de su gobierno, se le conocía como Masie Nguema Biyogo Ñegue Ndong.

### El régimen de Teodoro Obiang (1979-actualidad)

#### El"Golpe de la Libertad"y el Consejo Militar Supremo (1979-1982)

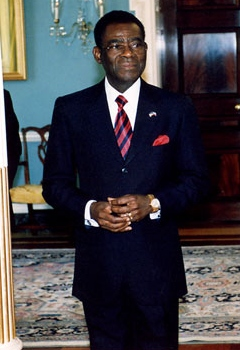
El dictador Teodoro Obiang Nguema

El 3 de agosto de 1979, Macías fue derrocado por un golpe de Estado dirigido por un grupo de oficiales salidos de la Academia Militar de Zaragoza, entre los que se encontraba Eulogio Oyó Riqueza, y liderado por el sobrino de Macías, el teniente general Teodoro Obiang, el cual había sido alcaide de la prisión de Black Beach. Este grupo se constituyó en un Consejo Militar Revolucionario presidido por el propio Obiang.
Las islas fueron renombradas como Bioko (antes "Isla de Macías Nguema Biyogo") y Annobón (antes "Isla de Pagalú"). El nuevo régimen tenía ante sí una labor ingente: las arcas del estado estaban vacías y la población era apenas un tercio de la que había en el momento de la independencia.
El 25 de agosto se disolvió el PUNT y el Consejo Militar Revolucionario pasó a llamarse Consejo Militar Supremo. Macías fue juzgado, condenado a pena de muerte y ejecutado el 29 de septiembre de 1979. También la Constitución de Guinea Ecuatorial de 1973 fue abolida.
El 12 de octubre de 1979 Teodoro Obiang se autoproclamó presidente del país. España y el país africano firmaron un Tratado de Amistad y Cooperación en octubre de 1980.

### Década de 1980

###### Constitución de 1982
En julio de 1982, el Consejo Militar Supremo nombró a Obiang presidente de la República para un periodo de siete años, al tiempo que se promulgaba una nueva constitución (la tercera del país), aprobada en referéndum (15 de agosto de 1982). El Consejo Militar Supremo se disolvió el 12 de octubre de 1982.
El 19 de diciembre de 1983, Guinea Ecuatorial se adhirió a la Comunidad Económica y Monetaria de África Central (CEMAC) y la Unión Aduanera y Económica de África Central (UEDAC), y poco después a la Comunidad Económica de los Estados de África Central, por lo que en enero de 1985 adoptó el franco CFA como moneda.

###### Elecciones de 1983 y 1988
En 1983 y 1988 tuvieron lugar elecciones parlamentarias, a las que concurrió una sola lista de candidatos. En 1987, Obiang había anunciado la formación del Partido Democrático de Guinea Ecuatorial (PDGE) con vistas a las elecciones presidenciales que se celebrarían en 1989. Candidato único, Obiang resultó reelegido. Sin embargo, no logró que el país saliera de la profunda crisis económica en la que se encontraba sumido.
En julio de 1988 se convocaron elecciones legislativas de lista única a la Cámara de los Representantes del Pueblo. El 25 de junio de 1989 se celebraron elecciones presidenciales.

#### Década de 1990

##### Constitución de 1991
En 1991 se inicia una tímida democratización, indispensable para que continuara la ayuda económica de España, Francia y otros países. En noviembre se aprueba en referéndum una nueva constitución (la cuarta del país) que establecía un sistema de representación parlamentaria para los partidos políticos que fuesen legalizados. Ante el anuncio de esta tímida apertura, muchos opositores políticos regresaron al país, solo para ser encarcelados por Obiang (enero-febrero de 1992).

##### Elecciones de 1993
Meses después fueron legalizadas diversas formaciones políticas de la oposición. Sin embargo, en las elecciones legislativas de 1993 fueron prohibidos diez de los catorce partidos inscritos, lo que se tradujo en una abstención de voto en torno al 80%. Los resultados oficiales dieron como ganador al PDGE, con lo que Obiang siguió en el poder como jefe de Estado y de Gobierno. Tras estas elecciones, el régimen no solo no se democratizó, sino que en 1995 el líder opositor Severo Moto Nsá fue encarcelado bajo la acusación de corrupción y calumnias. Igualmente se llevó a cabo una represión contra la población opositora política el 17 de septiembre de 1995 en el poblado de Miboman en Ebebiyín.

##### Elecciones de 1996

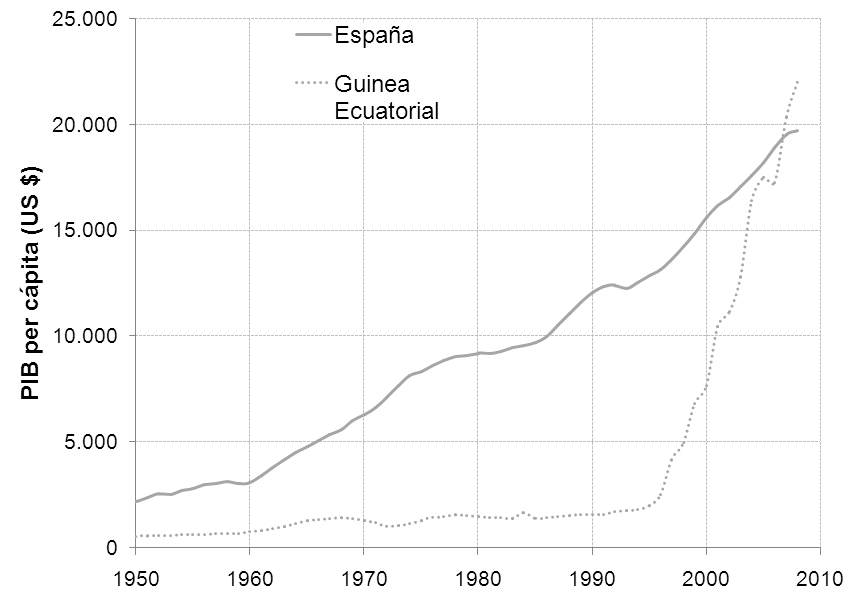
Comparación del PIB per cápita nominal de Guinea Ecuatorial y España entre 1950 y 2010.

El año 1996 fue un año crucial para la evolución futura del país. Ese año la multinacional estadounidense Mobil comenzó la extracción de petróleo en el territorio ecuatoguineano, lo que repercutiría en un aumento considerable de ingresos para el país (monopolizado por Obiang y la camarilla gobernante).
Con la explotación de yacimientos petrolíferos, la renta per cápita del país aumentó espectacularmente, aunque la riqueza se queda en manos de una minoría, en su mayoría, propiedad del clan en el gobierno o de compañías internacionales. La evolución del PIB —una de las más altas del mundo— provocada por el alza por la extracción de las empresas petrolíferas que allí tienen concesiones no parece marchar paralela con el bienestar material de sus habitantes. Entre 1995 y 2004, la producción petrolera subió de una producción diaria de 2.000 barriles hasta los 400.000 barriles del año 2004. Eso provocó que el PIB creciera a una media del 41,6% anual entre 1997 y 2001, el más alto del mundo entonces. El PIB per cápita a valores de paridad de poder adquisitivo subió desde 887,10 dólares en 1995 hasta el máximo de 38.118,50 $ en el año 2008.
Las elecciones presidenciales de 1996 fueron fuertemente cuestionadas internacionalmente. No se permitió participar en ellas al candidato de la Plataforma de Oposición Conjunta (POC), Amancio Nsé, utilizando para ello una ley electoral hecha a medida del presidente. Consecuentemente Obiang fue reelegido con el 98 % de los votos. Para contrarrestar las críticas, Obiang nombró un nuevo gobierno en el que figuras de la oposición ocupaban algunos cargos menores. En 1998 se lleva a cabo un juicio sin ninguna garantía procesal contra 117 miembros de la etnia bubi (la familia Nguema pertenece a la fang, mayoritaria en el país) cercanos al grupo opositor MAIB (Movimiento para la Autodeterminación de la Isla de Bioko), implicados presuntamente en un intento de magnicidio. El simulacro de juicio terminó con quince condenas a muerte. Ese mismo año se aprobó una ley constitucional, modificando el artículo 4 de la Ley Fundamental del Estado, y estableciendo que las lenguas oficiales de la República de Guinea Ecuatorial son el castellano y el francés, y reconociendo las lenguas autóctonas como integrantes de la cultura nacional (Ley constitucional n.º 1/1998 del 21 de enero).
Las elecciones legislativas de marzo de 1999 vieron un nuevo triunfo aplastante del partido del presidente, el PDGE (que pasó de 68 a 75 escaños en una cámara de 80). Los principales partidos de la oposición, la Convergencia para la Democracia Social (CPDS) y la Unión Popular (UP), que obtuvieron cuatro y un escaños respectivamente, rechazaron tomar posesión de ellos.
Las elecciones locales de mayo de 2000 supusieron otro triunfo arrollador del PDGE, que controló así todos los municipios importantes del país. Los principales partidos de la oposición calificaron las elecciones como amañadas y las boicotearon.

##### Elecciones de 2002
El 15 de diciembre de 2002, los cuatro principales partidos de oposición de Guinea Ecuatorial se retiraron de las elecciones presidenciales del país. Pese a las denuncias de fraude por parte de la oposición, Obiang ganó las elecciones y fue reelegido, revalidando su mandato otros siete años (hasta 2009). Estas elecciones fueron ampliamente consideradas fraudulentas por los miembros de la prensa occidental.
En 2003 se formó un Gobierno de Guinea Ecuatorial en el Exilio, dirigido por Severo Moto. Según parece, contrataron a una empresa con sede en las Islas del Canal para derrocar al gobierno de Obiang. En marzo de 2004, 64 presuntos mercenarios fueron detenidos en el aeropuerto de Harare (Zimbabue) después de que ocultaran datos sobre la carga y la tripulación. En 2004, el hijo de la ex primera ministra británica Margaret Thatcher, Mark Thatcher, fue arrestado en Sudáfrica bajo el cargo de colaborar con un fallido intento de golpe de Estado.
Ese mismo año 2003 el presidente George Walker Bush reanudó las relaciones diplomáticas con el gobierno ecuatoguineano, que se habían interrumpido en 1995 cuando el embajador del presidente Bill Clinton, al querer promover la causa de los derechos humanos, fuera amenazado de muerte y conminado a dejar el país. Un año más tarde se produjo el intento de golpe de Estado en Guinea Ecuatorial de 2004.
Guinea Ecuatorial fue aceptada como observador asociado en julio de 2006 en la Comunidad de Países de Lengua Portuguesa (CPLP), y en julio de 2007, Teodoro Obiang anunció la decisión de su gobierno de que el portugués se convirtiera en idioma cooficial de Guinea Ecuatorial, para satisfacer los requisitos para solicitar la calidad de miembro pleno de la CPLP.
En marzo de 2008, varios miembros del opositor Partido del Progreso fueron arrestados, entre ellos el exsecretario de Severo Moto (el presidente del partido), Gerardo Angüe Mangue. Uno de ellos, Saturnino Nkogo, murió durante su detención en extrañas circunstancias. Otros seis activistas del PP, Cruz Obiang Ebele, Emiliano Esono Michá, Juan Ecomo Ndong, Gumersindo Ramírez Faustino y Bonifacio Nguema Ndong fueron juzgados junto a Simon Mann, un ciudadano británico que había ayudado a organizar un intento de golpe en 2004. Los miembros del grupo fueron condenados a penas de uno a cinco años de prisión cada uno. Su encarcelamiento fue protestado por el Departamento de Estado de los EE. UU. y Amnistía Internacional. Pocos meses después se llevaron a cabo elecciones legislativas.
En septiembre de 2008 el embajador ecuatoguineano en Camerún, Florencio Mayé Elá, se vio envuelto en el secuestro del opositor político Cipriano Nguema Mba, tras lo cual el embajador fue declarado persona non grata.

##### Elecciones de 2009
En diciembre de 2007 y febrero de 2009, se atribuyó al grupo nigeriano Movimiento para la Emancipación del Delta del Níger la realización de sendas incursiones armadas en el país, con propósitos de pillaje, entre las que se encuentra un intento de asalto al palacio presidencial. Por el intento de asalto del 17 de febrero de 2009 fueron detenidos José Abeso Nsue, Manuel Ndong Anseme, Jacinto Micha Obiang y Alipio Ndong Asumu, acusados de intento de golpe de Estado.
En octubre del mismo año se produjo un incidente diplomático con Camerún, el Gobierno de Yaundé prohibió a las aerolíneas ecuatoguineanas viajar a su territorio, dos semanas después de que Malabo suspendiese los vuelos de una compañía camerunesa a Guinea Ecuatorial, y en paralelo a las reuniones celebradas para la delimitación de la frontera marítima entre los dos países.
En noviembre de 2009 se llevaron a cabo elecciones presidenciales, manteniéndose en el poder Teodoro Obiang. En julio de 2010 solicitó ser miembro pleno de la CPLP, sin conseguirlo, y en 2011 el gobierno de Obiang introdujo reformas para oficializar el portugués. En 2011 el gobierno anunció la creación de una nueva capital para el país, Djibloho. El 20 de julio de 2012, la CPLP rechazó de nuevo la solicitud de Guinea Ecuatorial para ser considerada miembro de pleno derecho.

#### Década de 2010

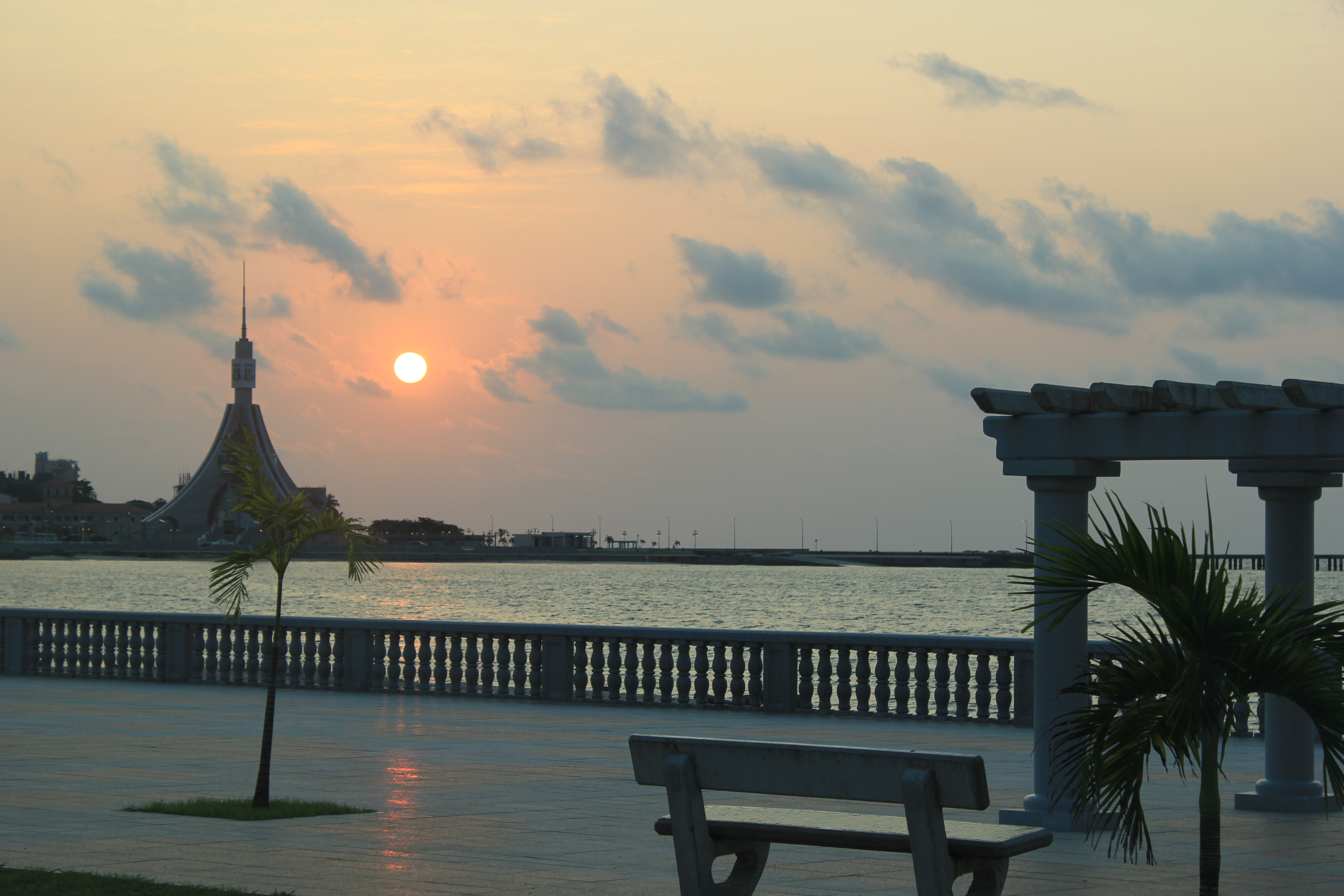
Torre de La Libertad inaugurada en 2011 en Bata construida para conmemorar la independencia del país.

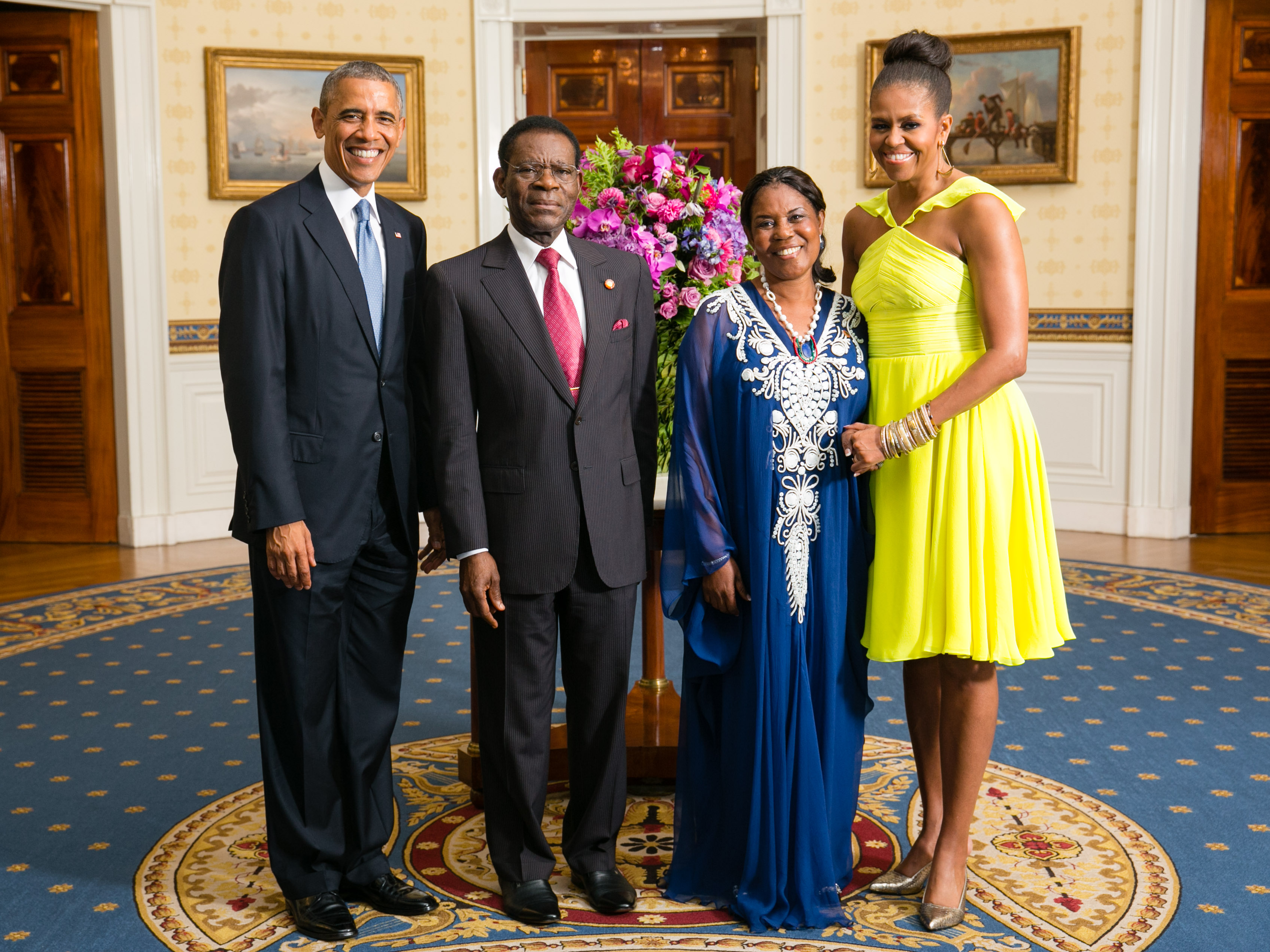
Teodoro Obiang con Barack Obama y sus respectivas mujeres, en la Casa Blanca en el año 2014.

En 2011 se celebra un referéndum constitucional, en el cual se aprueban reformas como la restitución del cargo de Vicepresidente, la creación del Senado y la limitación del mandato presidencial a dos periodos.
En las elecciones legislativas de 2013, el PDGE obtuvo 69 de 70 escaños en el Senado y 99 de 100 parlamentarios en la Cámara de los Diputados. La CPDS denunció los comicios como fraudulentos.
El 24 de abril de 2016 tuvieron lugar nuevas elecciones presidenciales, en las que Obiang obtuvo un 93.5 %.
En 2017, el destacado dibujante y opositor a Obiang Ramón Esono Ebalé fue detenido y encarcelado en la Prisión Playa Negra. Ese mismo año el vicepresidente Teodorín Nguema Obiang fue condenado en París a una pena suspendida de tres años de cárcel por corrupción.
Las elecciones legislativas de 2017 resultaron en un nuevo triunfo para el PDGE, que obtuvo la totalidad de los senadores y 99 de los 100 diputados, correspondiéndole el escaño restante al partido Ciudadanos por la Innovación (CI). Este partido fue poco después acusado de organizar un golpe de Estado y 146 de sus militantes fueron sometidos a un juicio en febrero de 2018. La sentencia del juicio se dio a conocer el 26 de febrero. 36 acusados (incluyendo el diputado del partido Jesús Mitogo Oyono) fueron condenados a 26 años de prisión (en un principio se informó erróneamente que las penas eran de 44 años). Pese a que gran parte de los procesados fueron absueltos, también la sentencia incluyó la ilegalización de CI. CI anunció su intención de recurrir la sentencia, lo cual finalmente concretó interponiendo un recurso de casación ante la Corte Suprema de Justicia. En un comunicado oficial desde España, el Partido Popular, el Partido Socialista Obrero Español, Unidos Podemos, En Comú Podem, Ciudadanos y el Partido Nacionalista Vasco denunciaron la persecución al partido opositor y exigieron el "respeto a los derechos humanos, a las libertades públicas y a las normas elementales de la democracia". El gobierno español se puso en contacto con Gabriel Nsé Obiang (líder de CI) y aseguró mantener un diálogo constante con la oposición guineana para promover la democracia. En marzo de 2018, el senador español Carles Mulet García de Compromís redactó una pregunta en el Senado de España, respondida por el Gobierno Español en mayo del mismo año, alusiva a los hechos relacionados con CI acontecidos en Guinea Ecuatorial. En contraste, el PDGE justificó las condenas, lo cual fue repudiado por CI.
En lo que respecta al caso de Ramón Esono, en la primera sesión del juicio celebrada el 27 de febrero de 2018 la fiscalía retiró todos los cargos contra Esono al no hallar suficientes pruebas para inculparlo. El testigo de cargo, el cabo de la Policía Nacional Trifonio Nguema Owono Abang, no pudo sostener sus acusaciones ante el tribunal y reconoció que “cumplía órdenes” cuando acusaba a Esono Ebale. El artista fue liberado el 7 de marzo.
En abril de 2018 Guinea Ecuatorial organizó el llamado "Coloquio Internacional sobre los Derechos Humanos y la Sociedad Civil", en el que participaron embajadores, expertos internacionales y jefes de misiones diplomáticas. Dicho evento fue criticado por partidos opositores como CI, dada la situación política del país. El 2 de mayo de 2018 inició el juicio del recurso de casación interpuesto por el partido para revocar su ilegalización. Dicho proceso estuvo a cargo de los abogados Fabián Nsue y Ponciano Mbomio. La sentencia definitiva fue dictada el 7 de mayo, y confirmó tanto la ilegalización de CI como las condenas a sus militantes. CI se mostró en desacuerdo con el veredicto y acusó al sistema judicial guineano de estar manipulado por el gobierno. La ilegalización de CI también fue condenada por la Convergencia para la Democracia Social (CPDS). El 17 de mayo, la secretaria general de CI María Jesús Mene Bopabote viajó a Bruselas y fue recibida por las instituciones de la Unión Europea, presentando un expediente sobre las violaciones a los derechos humanos cometidos por el gobierno.
El 23 de mayo, el presidente Obiang se reunió con una delegación española liderada por el Secretario de Estado de Exteriores Ildefonso Castro López, quien trasladó el deseo del Gobierno español de acompañar a las autoridades y al pueblo de Guinea Ecuatorial en el 50 aniversario de su independencia. Castro también se entrevistó con los opositores Andrés Esono Ondó (líder de la Convergencia para la Democracia Social) y Avelino Mocache (líder de la Unión de Centro Derecha), con quienes conversó sobre la situación política ecuatoguineana.
En junio de 2018, la Corte Internacional de Justicia aceptó determinar si fueron correctas las expropiaciones de varias propiedades al vicepresidente Nguema Obiang por parte de las autoridades francesas, durante su proceso judicial. El 7 de junio, CI presentó interpuso un recurso de amparo ante el Tribunal Constitucional por considerar que la condena ratificada en su contra violaba la Ley Fundamental de Guinea Ecuatorial.
El 11 de junio Obiang convocó una Mesa de Diálogo Nacional (la sexta en la historia del país) para el mes de julio y en la que podrían participar todos los partidos políticos legalizados y no legalizados del país, así como formaciones opositoras en el exilio. Dicha convocatoria fue recibida con optimismo por CI (si bien criticó al gobierno por no explicar el contenido del proyecto) y con escepticismo por CPDS. El proceso fue convocado por decreto presidencial el 13 de junio. Se estableció como fecha de celebración del acto el periodo comprendido entre el 16 y el 21 de julio. CI y CPDS pusieron como condición para participar del proceso la liberación de los presos políticos, la participación de la sociedad civil y la presencia de la comunidad internacional. El gobierno de Obiang accedió a este último punto invitando al Diálogo a personalidades extranjeras, sin embargo no permitió la participación de CI argumentando su previa ilegalización. CI condenó mediante un comunicado la actitud del gobierno. Por su parte, el Partido del Progreso de Guinea Ecuatorial calificó al Diálogo Nacional como un "engaño" de Obiang. La Unión para la Democracia y el Desarrollo Social (UDDS) y la Fuerza Demócrata Republicana (FDR) pusieron una serie de condiciones para participar. La Coordinadora Nacional de Organizaciones de la Sociedad Civil felicitó a Obiang por la convocatoria, al igual que hizo Naciones Unidas, organismo que además anunció que enviaría un observador al evento. La Coalición CORED, formación en el exilio, manifestó su intención de participar por videoconferencia.
El 4 de julio, el gobierno de Obiang anunció una amnistía general para todos los presos políticos en miras a la Mesa de Diálogo convocada por el gobierno semanas antes. CI, la CPDS y la FDR valoraron de forma positiva la medida, pero denunciaron las arbitrariedades del régimen. De forma similar se pronunciaron el Gobierno de España y Amnistía Internacional. El gobierno guineano criticó al gobierno español por una actitud a la que calificó de "injerencia".
Días después de ser sancionado el decreto de amnistía, la oposición denunció que aún no se había puesto en práctica. CPDS también criticó la organización de la Mesa de Diálogo, que a su juicio excluía a los partidos opositores. El Diálogo Nacional comenzó el día 16 de julio en el Palacio de Conferencias de Sipopo con la participación de 17 partidos políticos (incluido CPDS) y la ausencia de CI, que lamentó su exclusión. En vísperas del inicio del evento, la Unión Europea pidió participar como observador. Durante el desarrollo del evento, los partidos opositores volvieron a denunciar el incumplimiento de la amnistía y la permanencia en prisión de varios magistrados de la Corte Suprema, uno de los cuales falleció en prisión. La CPDS incluso pidió la dimisión del Gobierno y el establecimiento de un gobierno de transición, propuesta que fue rechazada por el Ejecutivo. La Mesa de Diálogo fue finalmente extendida hasta el 23 de julio, en espera a que los participantes cerrasen acuerdos. Tras la clausura del proceso, se llegaron a acuerdos tales como mayor respeto a los derechos humanos, proyectos sobre asuntos culturales y construcción de escuelas públicas.   El Gobierno valoró positivamente la Mesa de Diálogo, y el presidente Obiang declaró sentirse satisfecho y alentado con el resultado de la misma. No obstante, partidos opositores como la CPDS y la Unión de Centro Derecha (UCD) consideraron el proceso como infructífero y se negaron a firmar el documento de acuerdos final. Días después se celebró una reunión entre gobierno y partidos políticos en la cual las autoridades intentaron convencer sin éxito a CPDS y UCD de firmar el documento. CI también valoró los resultados de la Mesa de Diálogo como un fracaso, al igual que lo hizo la oposición en el exilio.
En octubre de 2018, en vísperas del 50.º aniversario de la independencia de Guinea Ecuatorial, todos los presos de CI fueron indultados, incluyendo su diputado electo Jesús Mitogo. Su líder Gabriel Nsé declaró que esperaba recuperar el escaño parlamentario del partido. No obstante, CI igualmente denunció que los detenidos no fueron inmediatamente liberados. El 22 de octubre finalmente fueron liberados, actitud que fue felicitada por el Gobierno español y la oposición tanto interior como en el exilio. No obstante, la dirigencia de la formación hizo notar que varios liberados presentaban señales de tortura. Asimismo, las autoridades impidieron al partido recuperar su escaño parlamentario.
El 12 de octubre de 2018, Guinea Ecuatorial celebró 50 años de independencia. El gobierno realizó un acto multitudinario al que incluso asistieron varios jefes de Estado del continente africano. Por su parte, la oposición en el exilio realizó una concentración de protesta frente a la embajada ecuatoguineana en España y el gobierno de este país felicitó a Guinea Ecuatorial por su aniversario de independencia, si bien instó al gobierno de Obiang a detener la represión política.
En mayo de 2019, tras un polémico juicio, más de 130 personas fueron condenadas a prisión por su participación en el intento de golpe de 2017.

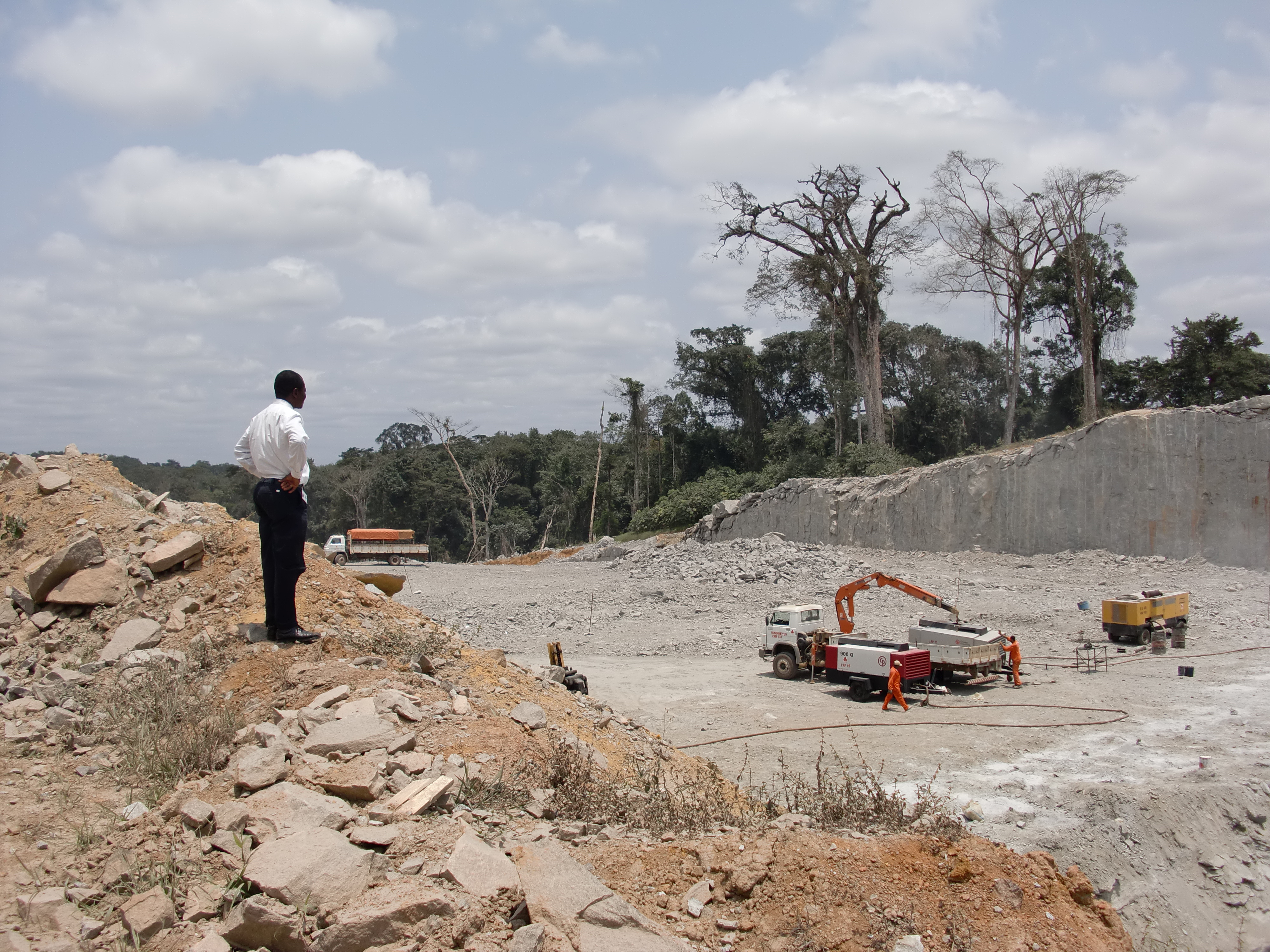
Se está construyendo Oyala-Ciudad de la Paz, que será la futura capital del país.

Gracias a los ingresos petroleros, cuya producción se ha multiplicado por diez en los últimos años, Guinea Ecuatorial ha experimentado tasas de crecimiento del 33 %. Sin embargo, tal afluencia de riqueza no está sirviendo para mejorar las condiciones económicas de la población, sino que han servido para otorgar cierta "legitimidad" internacional al régimen con visitas de representantes de los gobiernos de EE. UU. y España, entre otros, presionado por la industria petrolera estadounidense (presente en Guinea Ecuatorial con Exxon Mobil, ChevronTexaco y Triyo Energy), Estados Unidos reanudó relaciones diplomáticas (2003), interrumpidas desde 1995. No en vano, Guinea Ecuatorial es el tercer productor de crudo del África subsahariana (tras Angola y Nigeria).
El gobierno de Teodoro Obiang Nguema es considerado uno de los más represores del mundo, según organizaciones internacionales de Derechos Humanos como Amnistía Internacional y Human Rights Watch.[cita requerida] Específicamente se han denunciado las desapariciones de activistas, la tortura, la falta de libertad de prensa, la falta de garantías jurídicas reales, la manipulación de los procesos electorales y el extremadamente desigual reparto de la riqueza del país.[cita requerida]

#### Década de 2020
El 7 de marzo de 2021, hubo explosiones de municiones en una base militar cerca de la ciudad de Bata que causaron 98 muertes y 600 personas resultaron heridas y a/tendidas en el hospital.
En noviembre de 2022 Teodoro Obiang fue reelegido en las elecciones generales de Guinea Ecuatorial de 2022 con el 99,7% de los votos en medio de acusaciones de fraude por la oposición.
En el año 2024 se publicó que en 10 de los 12 últimos años el PIB de Guinea Ecuatorial había caído, y que esto se debía al agotamiento de las reservas de petróleo del país, entre otros motivos. La producción de petróleo ha caído del máximo de 400.000 barriles en 2004 a unos 200.000 barriles en 2019. ExxonMobil abandonó el país en 2024. El PIB per cápita a valores de paridad de poder adquisitivo ha caído desde 38.118,50 dólares en el año 2008 (cuando alcanzó el máximo) a 19.448,6 $ en el año 2022. El futuro no parece mejor, ya que las expectativas del FMI pronostican una caída del 50% de la producción petrolera para el año 2028.
En julio de 2024, el régimen de Obiang inició una represión en la isla de Annobón tras haberse desatado protestas por la actividad de una empresa minera. Se suspendió la cobertura telefónica e internet en la isla, dejando a sus habitantes completamente aislados del resto del mundo. Se señaló que se busca silenciar las voces disidentes y evitar la difusión de información sobre las violaciones de derechos humanos en la isla.
También en 2024 se publicó que mercenarios del grupo Wagner (renombrado como "África Corps") habían entrado en Guinea Ecuatorial a petición de Obiang. Según los opositores, el objetivo de los mercenarios sería ayudar a consolidar una hipotética sucesión en el poder de Obiang a su hijo Teodorín.
El 19 de mayo de 2025, la Corte Internacional de Justicia (CIJ) otorgó a Guinea Ecuatorial la soberanía de la isla Mbañe, isla Cocoteros y la isla Conga frente a las reivindicaciones territoriales que el país vecino Gabón llevaba haciendo desde 1972.